# ヴィースバーデン
ヴィースバーデン (ドイツ語: Wiesbaden, ドイツ語発音: [ˈviːsbaːdn̩] ( 音声ファイル)) は、ドイツ連邦共和国ヘッセン州の州都である。15の温泉源および鉱泉源を有しており、ヨーロッパで最も古い温泉地の一つである。
ヘッセン州第2の都市で、約28万人が住んでおり、外国人比率は17%である。本市はヘッセン州に10ある上級中心都市の一つであり、ラインラント＝プファルツ州の州都マインツと合わせて約48万人を擁する双子都市を形成している。ヴィースバーデン広域都市圏は人口約56万人で、エップシュタイン、ホーホハイム・アム・マイン、ホーフハイム・アム・タウヌス（いずれもマイン＝タウヌス郡）、ギンスハイム＝グスタフスブルクおよびビショフスハイム（グロース＝ゲーラウ郡）と境を接している。本市は、フランクフルト・アム・マイン、マインツ、ダルムシュタットとならぶライン＝マイン地方の中核都市の一つである。

## 地理

### 位置
ヴィースバーデンは、その南部市区がライン川右岸に面しており、川を隔ててラインラント＝プファルツ州の州都マインツと向かい合っている。ライン川は本市付近で進路を変え、南から西に向かって流れる。本市の北部は中低山地であるタウヌス山地の、北東方向に延びる主脈にまで達する。中心街はライン川から約 5 km 離れており、北のタウヌス高地、東のビールシュタット高地およびハイナーベルク、南のモースバッヒャー・ベルク、西のシールシュタイナー・ベルクに囲まれた盆地状の場所に位置する。また、コールヘック方面からタウヌス山地の支脈が突き出している。モースバッヒャー・ベルク東斜面の狭い窪地だけがライン川に向かって開けており、ここに中央駅への鉄道路線やマイン街道が位置している。この窪地をザルツバッハ川が、ヴェルリッツ川、ケッセルバッハ川、シュヴァルツバッハ川、ダムバッハ川とともに中心街の盆地の水を集めて流れ下り、市名が示す通りの温泉や鉱泉の水を排水している。ザルツバッハ川は、中心街よりも上流側ではかつてラムバッハ川と呼ばれていた。ザルツバッハ川沿いのマインツ街道からすれば、中心街から東、南、西に向かういずれの道路もまずは上り坂となる。北へ向かう道路はいずれにせよ数 km のうちにタウヌス山地の主脈を登ることになる。市内の最高地点はホーエ・ヴルツェル山の山頂に近いラインヘーエンヴェークで海抜 608 m、最低地点はシールシュタインの港の入口で海抜 83 m である。中心街（城館広場）は、海抜 115 m である。
市域面積は 204 km2 で、南北 17.6 km、東西 19.7 km の広がりを持つ。全長 79 km の市境のうち 10.3 km がライン川である。北部は主に森林（市域の 27.7 %）で、西部とマイン川沿いはブドウ畑、東部は農業用地に利用されている (29.8 %)。残りは住宅地 (21.2 %)、交通用地 (11.1 %)、保養地 (6.1 %) である。

### 地質学
ヴィースバーデンの地質学的特徴は、多くの場所で深い水源帯から湧出する温泉や鉱泉の存在にある。中心街にも豊富な地下水があり、このため建設・土木工事が困難になることがたびたびある。特にデルンシェ・ゲレンデやボウリング・グリーンの地下駐車場の工事では地下水対策が必須であった。
フリードリヒ＝エーバート＝アレーのヘッセン財務省近くの公園で行われた地熱発電所探索のためのボーリング調査は、2009年11月、地下 13 m で高圧の地下水脈を探り当てた。ここから毎分 8,000 リットルの水が噴出し、周囲は水浸しとなった。ボーリングの穴はコンクリートでふさがれ、この調査は当面棚上げにされた。ボーリングの穴は最終的にはふさがれたものの、深い箇所を封鎖するまでは、何度も別の箇所から水が湧出した。その後、さらなる被害は生じていない。

### 気候
タウヌス山地の南麓に位置し、北と西を高地によって護られた地形は、ヴィースバーデンに穏やかな気候をもたらしている。年間平均気温は 9.8 ℃、平均年間降水量は 638 リットル/m2 (638 mm)、平均年間日照時間は 1565時間である。ヴィースバーデンはドイツで最も温暖な都市の一つに数えられる。中心街は谷状の窪地に位置しており、空気の循環が制限されている。
| ヴィースバーデンの気候                    | ヴィースバーデンの気候 | ヴィースバーデンの気候 | ヴィースバーデンの気候 | ヴィースバーデンの気候 | ヴィースバーデンの気候 | ヴィースバーデンの気候 | ヴィースバーデンの気候 | ヴィースバーデンの気候 | ヴィースバーデンの気候 | ヴィースバーデンの気候 | ヴィースバーデンの気候 | ヴィースバーデンの気候 | ヴィースバーデンの気候 |
| 月                                        | 1月                    | 2月                    | 3月                    | 4月                    | 5月                    | 6月                    | 7月                    | 8月                    | 9月                    | 10月                   | 11月                   | 12月                   | 年                     |
| ----------------------------------------- | ---------------------- | ---------------------- | ---------------------- | ---------------------- | ---------------------- | ---------------------- | ---------------------- | ---------------------- | ---------------------- | ---------------------- | ---------------------- | ---------------------- | ---------------------- |
| 日平均気温 °C （°F）                      | 1.0 (33.8)             | 2.2 (36)               | 5.5 (41.9)             | 9.4 (48.9)             | 13.8 (56.8)            | 17.0 (62.6)            | 18.6 (65.5)            | 18.0 (64.4)            | 14.6 (58.3)            | 10.0 (50)              | 4.9 (40.8)             | 2.1 (35.8)             | 9.8 (49.6)             |
| 降水量 mm （inch）                        | 47.5 (1.87)            | 40.9 (1.61)            | 45.5 (1.791)           | 41.4 (1.63)            | 55.3 (2.177)           | 67.8 (2.669)           | 66.0 (2.598)           | 62.5 (2.461)           | 49.2 (1.937)           | 48.8 (1.921)           | 56.5 (2.224)           | 54.8 (2.157)           | 636.3 (25.051)         |
| 平均月間日照時間                          | 36.7                   | 71.8                   | 108.9                  | 150.0                  | 195.5                  | 194.5                  | 212.6                  | 195.0                  | 145.8                  | 92.3                   | 46.5                   | 35.9                   | 1,485.5                |
| 出典：ドイツ気象庁 (DWD) Wiesbaden (Sued) |                        |                        |                        |                        |                        |                        |                        |                        |                        |                        |                        |                        |                        |

### 自然
ヴィースバーデンの北縁部からライン＝タウヌス自然公園が広がっている。この自然公園には都市近郊の森やその周辺地域約 5,800 ha が含まれる。この自然公園は在来種のヨーロッパヤマネコやクスシヘビのヘッセンにおける最大の棲息地である。さらにこの森はクワガタムシにとって好適な棲息環境であり、 Natura 2000 の保護地域に指定されている。この森はその周辺地域には昆虫を中心に約 7,000 主の動物が棲息している。森自体はブナ (55 %)、オーク (25 %)、トウヒ (13 %)、マツ (7 %) で形成されている。この森は森林管理協議会による森林持続性の原則に則り、市の森林管理事務所によって管理・運営されている。
Natura 2000 の指定地域はライン川沿いにもある。ここはヨーロッパカワヤツメやサケなどの長距離回遊魚のための保護区である。ライン川の中州は、トビ、アカトビ、マガモ、ハジロガモ、カモメ、ハイイロガン、アオサギ、コウノトリ、ウといった水鳥の休息地あるいは越冬地となっている。
市内には多くの緑地がある。その多くは公園の形態を採っている。これらの緑地には、ハト、エジプトガン、リス、カイウサギなどの外来種が多く棲んでいる。ビープリヒ城館公園周辺には、ワカケホンセイインコやオオホンセイインコが棲みついている。市内には 4万本以上の樹木がある。農業に利用されている周辺の土地、特に果樹園は多様な種からなるビオトープを形成している。
ヴィースバーデンの動植物に関しては、数多くのインフォメーションセンターがある。ファザネリー（直訳すると「キジ園」）には約 50 種の在来動物と数多くの植物がある。アウカムの薬草園では、250 種以上の薬用植物が栽培されている。フラウエンシュタイン近くの「シュランゲンプファート」（蛇の径）は、ここに棲息するクスシヘビについての情報を提供している。この学習路は「ワインと自然の学習路ヴィースバーデン」とも呼ばれる。ネロベルクには「森の学習路」も存在する。

### 隣接する市町村
ヴィースバーデン市は以下の市町村と境を接している。ただし一部はライン川およびマイン川を隔てて面している。北から時計回りに列記する。
- タウヌスシュタイン（ラインガウ＝タウヌス郡）
- ニーデルンハウゼン（ラインガウ＝タウヌス郡）
- エップシュタイン（マイン＝タウヌス郡）
- ホーフハイム・アム・タウヌス（マイン＝タウヌス郡）
- ホーホハイム・アム・マイン（マイン＝タウヌス郡）
- ギンスハイム＝グスタフスブルク（グロース＝ゲーラウ郡）
- マインツ（郡独立市、ラインラント＝プファルツ州）
- ブンデンハイム（マインツ＝ビンゲン郡、ラインラント＝プファルツ州）
- ヴァルフ（ラインガウ＝タウヌス郡）
- エルトヴィレ・アム・ライン（ラインガウ＝タウヌス郡）
- シュランゲンバート（ラインガウ＝タウヌス郡）

ヴィースバーデン市の市区地区

### 市の構成
ヴィースバーデンの市域は26の オルツベツィルク（以下、「市区」と訳す）に分けられる。各市区には区長を代表とする市区委員会がある。26の市区のうち、6市区がヴィースバーデン＝アルトと呼ばれる中核都市部であり、残る20市区は 1926年以降に合併した旧市町村である。それぞれの市区で住宅地や団地に固有の名称を付けている場合もある。
かつてマインツ市のライン川右岸地区だった市区、すなわちマインツ＝アメーネブルク、マインツ＝カステル、マインツ＝コストハイムの3市区（これらの総称として AKK という略号が用いられる）は、地理上および政治上特殊な状況にある。これらの市区名前半部の「マインツ＝」はこれらのヴィースバーデン市に属す市区の公式な市区名の一部である。つまり、「ヴィースバーデン＝カステル」ではなく「マインツ＝カステル」が正しいのである。これには、第二次世界大戦後にフランス管理地域とアメリカ合衆国管理地域の境界を策定する際、ライン川右岸にあったこれらのマインツ市の衛星都市は、ヴィースバーデンの「信託統治地区」とされ、ヘッセン州に属すこととなったという経緯がある。
| No. | 市区名                               | 面積 (km2) | 人口 （人） | 人口密度 （人/km2） | 外国人数 （人） | 外国人比率 (%) |
| --- | ------------------------------------ | ---------- | ----------- | ------------------- | --------------- | -------------- |
| 32  | アウリンゲン                         | 3.12       | 3,411       | 1,093               | 234             | 6.9            |
| 14  | ビープリヒ                           | 12.99      | 38,823      | 2,989               | 9,599           | 24.7           |
| 12  | ビーアシュタット                     | 9.22       | 12,600      | 1,367               | 1,755           | 13.9           |
| 34  | ブレッケンハイム                     | 6.40       | 3,412       | 533                 | 212             | 6.2            |
| 26  | デルケンハイム                       | 7.43       | 5,133       | 691                 | 821             | 16.0           |
| 16  | ドッツハイム                         | 18.27      | 27,317      | 1,495               | 5,194           | 19.0           |
| 13  | エルベンハイム                       | 11.27      | 9,931       | 881                 | 2,216           | 22.3           |
| 28  | フラウエンシュタイン                 | 10.65      | 2,345       | 220                 | 177             | 7.5            |
| 22  | ヘスロッホ                           | 1.54       | 695         | 451                 | 57              | 8.2            |
| 24  | イクシュタット                       | 7.26       | 2,189       | 302                 | 122             | 5.6            |
| 07  | クラーレンタール                     | 6.13       | 10,562      | 1,723               | 2,015           | 19.1           |
| 23  | クロッペンハイム                     | 5.39       | 2,330       | 432                 | 185             | 7.9            |
| 51  | マインツ＝アメーネブルク (AKK)       | 3.71       | 1,597       | 430                 | 490             | 30.7           |
| 52  | マインツ＝カステル (AKK)             | 9.51       | 13,411      | 1,410               | 3,542           | 26.4           |
| 53  | マインツ＝コストハイム (AKK)         | 9.53       | 14,209      | 1,491               | 2,862           | 20.1           |
| 33  | メーデンバッハ                       | 4.47       | 2,466       | 552                 | 240             | 9.7            |
| 01  | ミッテ                               | 1.53       | 22,152      | 14,478              | 6,653           | 30.0           |
| 31  | ナウロート                           | 10.99      | 4,435       | 404                 | 257             | 5.8            |
| 25  | ノルデンシュタット                   | 7.73       | 7,861       | 1,017               | 841             | 10.7           |
| 02  | ノルトオスト                         | 19.44      | 23,049      | 1,186               | 3,224           | 14.0           |
| 21  | ラムバッハ                           | 9.92       | 2,203       | 222                 | 230             | 10.4           |
| 06  | ラインガウフィーアテル、ホラーボルン | 2.47       | 22,001      | 8,907               | 5,093           | 23.1           |
| 27  | シールシュタイン                     | 9.43       | 10,235      | 1,085               | 1,538           | 15.0           |
| 11  | ゾネンベルク                         | 8.34       | 8,131       | 975                 | 769             | 9.5            |
| 03  | ジュートオスト                       | 6.62       | 21,033      | 3,177               | 4,375           | 20.8           |
| 08  | ヴェストエント、ブライヒシュトラーセ | 0.67       | 18,134      | 27,066              | 5,898           | 32.5           |
|     | ヴィースバーデン （AKKを含む）       | 203.90     | 289,665     | 1,421               | 58,599          | 20.2           |
|     | AKK                                  | 22.75      | 29,217      | 1,284               | 6,894           | 23.6           |

### 市の外観

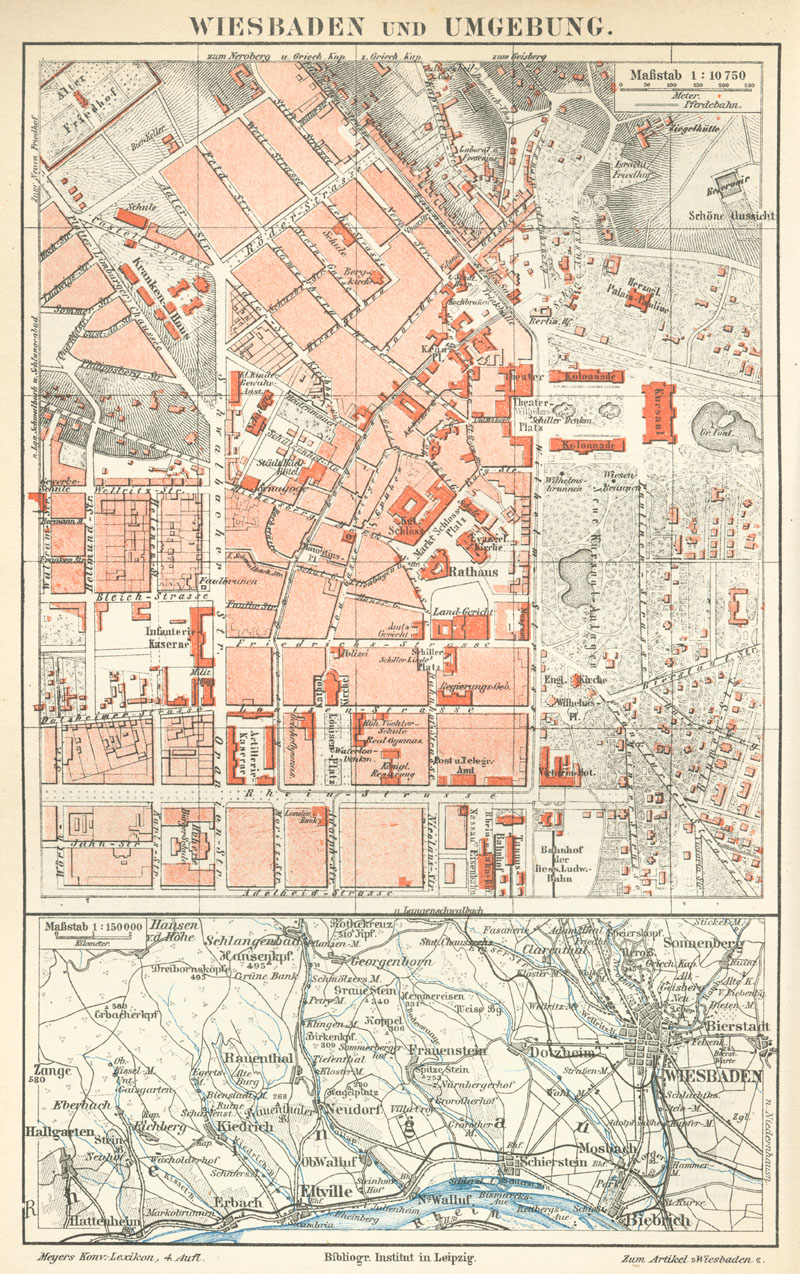
1888年頃のヴィースバーデンの都市計画図

#### 中心部
ヴィースバーデン中心部の景観は主に 4つの特徴がある。
- 中心部の建物の多くは、1850年から第一次世界大戦開戦前の 1914年までの期間に建造された。
- この時代のヴィースバーデンは、皇帝の宮廷都市であり、数多くの裕福な賓客が訪問した。
- 第二次世界大戦では、数多くの特徴的な建造物が破壊された他の都市に比べ、ヴィースバーデンの被害は軽度であった。都市の破壊率は 30 % ほどであり、街の景観を決定づける重要な建造物や道路の配置は戦前のまま保たれた。
- 1950年代から1960年代にかけてのたとえば居住区域と労働区域を分離するなどといった新しい都市形成の基本法であるアテネ憲章に従って手を加えられた箇所が他の大都市に比べてはるかに小さい。その結果、ヴィースバーデンの中心市街では、新しく造られた通り抜け道路や土地造成の影響を受けずに済んだ。当時エルンスト・マイによって立案された都市計画「新しいヴィースバーデン」は、実行されなかったのである[15]。

これら 4つの特徴によりヴィースバーデン中心部は極めて均一的な外観を呈している。ほぼすべての建物が古典主義様式、歴史主義様式あるいはユーゲントシュティールに分類される。19世紀末に豪華なファサードを持ち、並木道が整備された高級住宅地が建設された。たとえばラインガウ街、フェルトヘルン街、ディヒター街やリング通り周辺地区などがそれである。世界的な温泉都市としての名声により、中心部には、たとえばクアハウス（1907年）、ヘッセン州立劇場（1894年）、マルクト教会（1853年から1862年）、リング教会（1894年）といった立派な公共建築や、クアパルク、ヴァルマー・ダム、ライジンガー＝アンラーゲン、ボウリング・グリーンといった広々とした公園施設が設けられた。これにより現在のヴィースバーデンは歴史主義の典型例とされている。ドイツ文化財保護協会代表者のゲオルク・キーゾフは2005年にこの街をユネスコ世界遺産に登録するよう提案した。
この街の景観は、多くの要素で構成されている。密集した建造物は主にタウヌス山地南麓の谷状の窪地に広がっている。それはさらに以下の部分に分けられる。
- 「ヒストリシェス・フュンフエック」（歴史的五角形）に、街の古い中心部がある。この変則的な地割りは、通りに見て取れる。その中心は城館広場とマウリティウス広場である。歴史的五角形北西の狭いベルクキルヒェン街は高台の上にある。1969年から1974年までの間に、それまでの旧市街メインストリートは歩行者専用地区とされた。南北に通るラングガッセやキルヒガッセ、東西に通るエレンボーゲンガッセを含むミヒェルスベルク＝マルクト通り＝城館広場の区域である。最初はファウルブルネン通りから着手され、1974年の城館広場祭に合わせて完成された。その後歩行者専用地区はゴルトガッセ、州議会の裏に当たるヴァーゲマン通りとグラーベン通りとで交際されるシフフェン地区、ノイガッセ、シュールガッセ、マウアーガッセ、と広がっている。
- 「歴史的五角形」の周囲の地域は市の建設責任者クリスティアン・ツァイスによって設計された。この地域にはヴェストエントや中心部南地区の他に北東のクールベツィルクの一部も含まれる。この地域の主な都市建築要素としては、ボウリング・グリーン周辺の建築アンサンブルの他、ヴィルヘルム通り、ライン通り、アドルフスアレー、ルイーゼン広場がある。
- リング通りとその外側は、主に並木道として整備されたカーブの多い道路からなっており、都市建築家フェリックス・ゲンツマーの特徴が表れている。ここには歴史主義様式の豪華な邸宅がある。また、ゼーダン広場、ブリューヒャーシューレがあるブリューヒャー広場、グーテンベルクシューレがあるグーテンベルク広場、リング教会、ルター教会、三位一体教会などが際立っている。
- これらの建て込んだ地域の外側は谷状の窪地の斜面に位置する村落部につながっている。ここもやはり 19世紀に建設された。ネロタールとその周辺、エムザー通りのフィリップスベルク、ゾンネンベルクやいわゆるヴィレンゲビート・オスト（東のお屋敷街）、ヴィルヘルム通りの東側、フリードリヒ＝エーバート＝アレーがこれにあたる。ここにはかつての防空トーチカがある。

#### 外郭市区
さらに中心地から離れるにつれ、市が拡大していった戦後に建てられた建物が増え、古い建物は徐々に少なくなっていく。
中心部から南東（グスタフ＝シュトレーゼマン＝リングやベルリナー通り周辺）には、1950年代以降に近代的なオフィス建築が造られた。ヴィースバーデン中心部に工業・産業地区がほとんどないということは特筆に値する。例外がマインツ街道沿いで、高層ビル「マインツァー 75」や様々な自動車販売店、古い工場、ファストフードチェーンのレストラン、電子マーケットがあり、ヴィースバーデン中心部からも近い重要な産業地区を形成している。この地区の建設は 20世紀末になされた、古い建物を取り壊し、別の利用者が新しい建物を建設するという過程が徹底的になされた。取り壊されたのは、ディッカーホフ採石場に新しい社屋を建設して移転した塵芥処理業者の建物や造園センターの建物（ここには2010年以降、区および地方裁判所の司法センターがある）であった。畜殺場も1990年末に閉鎖され、最後まで営業していた食肉マーケットが1994年に移転した後、その敷地はほぼ完全に整地された。ここには、ライン＝マイン＝ハレンの会議場および駐車場の他には、文化センターとして利用されている2棟の建物があるだけである。
外郭市区はかつては独立した市町村であったが、その一部はすでに中心部と一体化している（ドッツハイム、シールシュタイン、ビープリヒ、ビーアシュタット、ゾンネンベルク、ラムバッハ）。マインツ＝カステルやマインツ＝コストハイムは小都市風の佇まいを見せている。東の衛星都市（ナウロート、アウリンゲン、ブレッケンハイム、メーデンバッハ、クロッペンハイム、ハスロッホ、イクシュタット、ノルデンシュタット、エルベンハイム、デルケンハイム）は田舎風の景観を留めている。フラウエンシュタインはドッツハイムとともに西の衛星都市である。
中心部の建設や市区の拡張とは別に、第二次世界大戦後の建設工事の結果中心部とは空間上隔たった住宅地も建設された。たとえばヴィースバーデンに駐留するアメリカ軍のための居住地区（中心部南東のハイナーベルク、ビーアシュタット西のクレストヴューおよび北西のアウカム）が造営された。
都市プランナーのエルンスト・マイは、1960年代から新しい居住地区の建設を委嘱された。1964年からトラバンテンジードルング（衛星住宅地）クラーレンタールを建設し、固有の市区として周縁部の開発を行った。彼の都市計画に基づき「ジードルング」という名を持つ住宅地がいくつも建設された。ゾンネンブルク西部のアイゲンハイム、同東部のハイデシュトック、ビーアシュタット北部のアン・デア・フィヒテンおよびヴォルフスフェルト、ナウロート南部のエルプゼンアッカー、アウリンゲン近郊のアム・ローテン・ベルク、エルベンハイン近郊のホーホフェルト、ベープリヒ北西部のグレーゼルベルク、同西部のパルクフェルト、ゼルプストヒルフェおよびローゼンフェルト、シールシュタイン北部のフロイデンベルク、ドッツハイム南東部のタールハイムおよびザウアーラント、同西部のメルヒェンラントおよびシェルメングラーベン、同北部のコールヘックがそれらである。また、エルベンハイムとデルケンハイムとの間の空き地、メヒチルトハウゼン農園の近くのエルベンハイム飛行場においても建設工事が行われた。
主要な工業地区は南部市区のライン川沿いにある。ライン川河畔のかつての港町シールシュタイン、ビープリヒおよび AKK 地域（旧マインツ市のライン川右岸地区）である。新たに造られた産業地区は、シールシュタインとビープリヒとの間のエッペルアレー、塵芥処理場に近いツヴェルヒヴェーク、マインツ＝カステルのペータースヴェークにある。東部市区のエルベンハイム、ノルデンシュタット、デルケンハイムでも、アウトバーン A66号線に近い利点を活かして産業地区が開発されている。

## 歴史

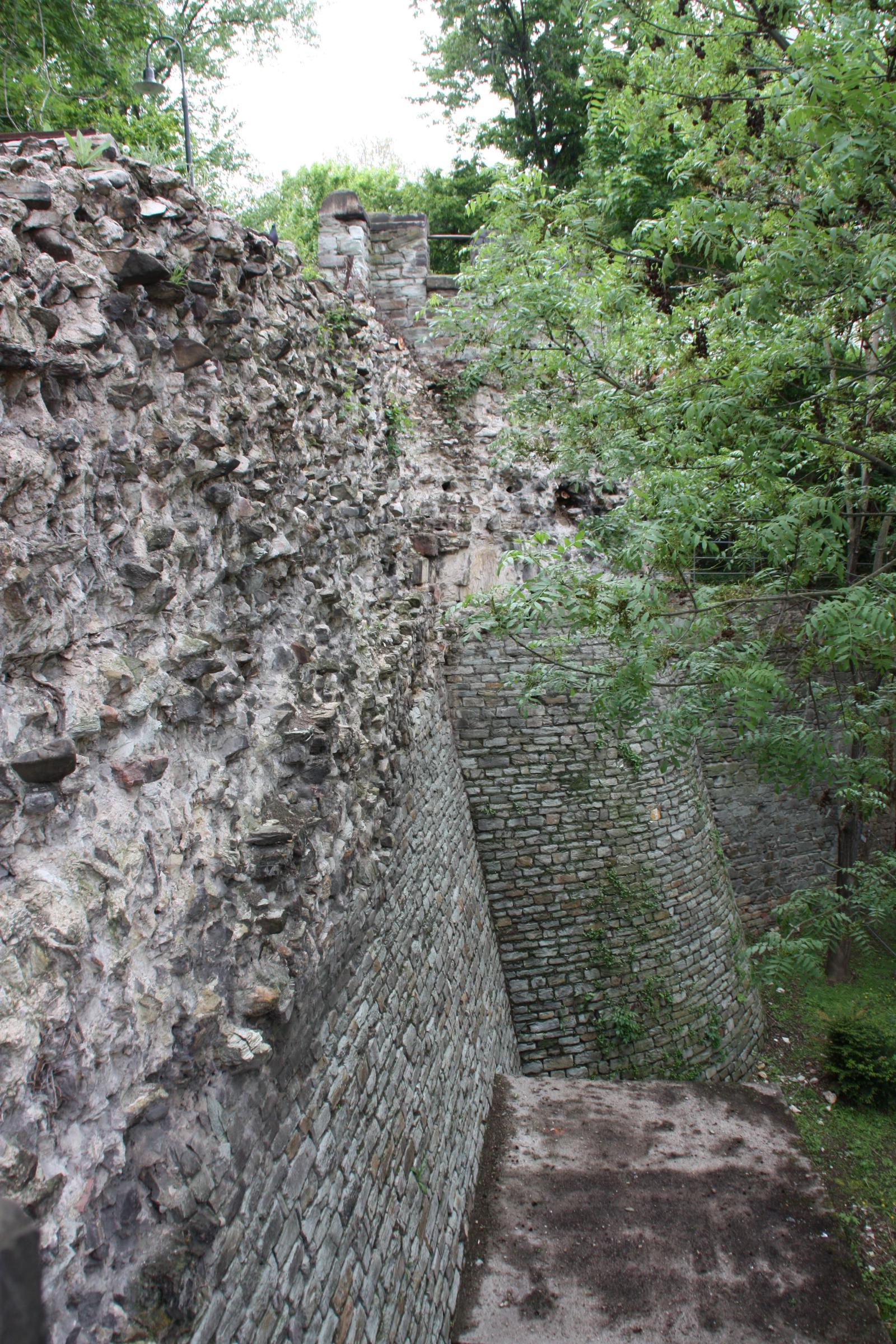
ローマ時代の市壁「ハイデンマウアー」の遺構

ヴィースバーデンの歴史は古代に始まる。ローマ時代にはすでにこの街の鉱泉について知られていた。紀元後6年から15年頃に防衛施設が築かれた。この鉱泉については、77年にガイウス・プリニウス・セクンドゥス（大プリニウス）の著作『博物誌』に記述されている。この周辺に "Aquae Mattiacorum" という名のローマ人入植地が建設された。この入植地は、ローマ帝国、ゲルマニア・スペリオル属州内のキヴィタス・マティアコルムの首邑となった。
828年から830年頃にカール大帝の伝記記者アインハルトが初めて "Wisibada" （「草地の温泉」の意）という名でこの街を記述した。当時ここは"Kuningessuntera"（Königssondergau「王固有ガウ」）の首邑であった。
1170年頃にナッサウ伯が、現在のヴィースバーデン周辺の帝国領を獲得した。1296年にローマ王（ドイツ王）アドルフ・フォン・ナッサウがクラーレンタール修道院を創設した。ヴィースバーデンは近世に至るまでナッサウ＝ヴィースバーデン＝イドシュタイン家に属した。
1543年にヴォルフ・デンテナーがルター派の牧師に任命され、ヴィースバーデンでも宗教改革がなされた。

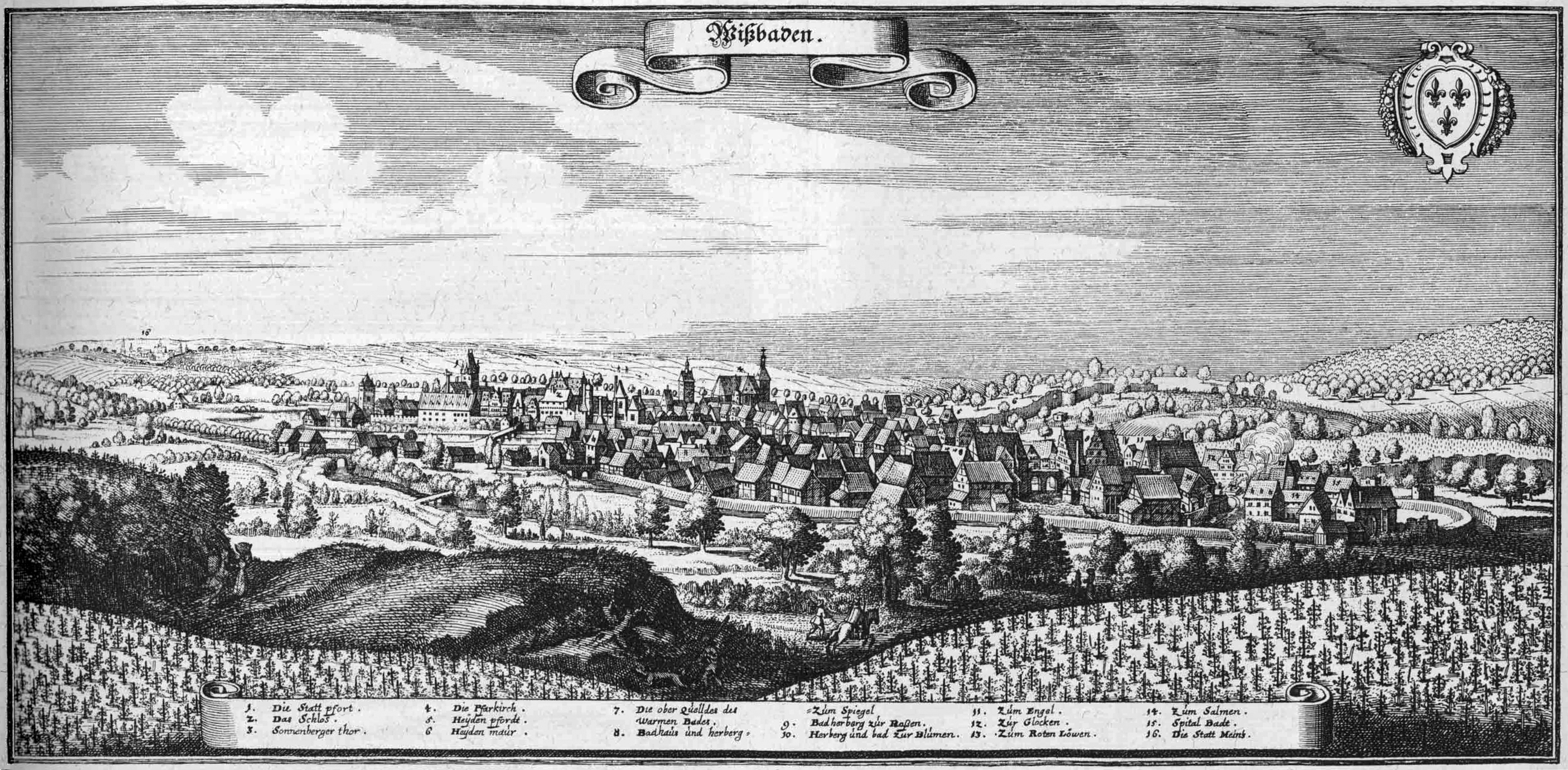
マテウス・メーリアンの銅版画に描かれたヴィースバーデン（1655年頃）いわゆる「歴史的五角形」内が描かれている。

1609年から1610年に旧市庁舎が建設された。この建物はヴィースバーデンに現存する最も古い建物である。1744年にビープリヒ城がナッサウ家の主城となり、1806年ヴィースバーデンはナッサウ公国の首都となった。ヴィースバーデンは公国の首都として、その後数十年間にわたって都市建設（歴史的五角形、旧クアハウス、市内城館）が予想外のスピードで推進された。1814年7月末から1か月 ゲーテは、この地の温泉に逗留したが、その間、晩年の傑作『西東詩集』成立に重要な役割を果たすマリアンネ・ヴィレマー（Marianne Willemer）と出会っている。
プロイセン王国とオーストリア帝国とが戦った普墺戦争の結果、ナッサウ公国は1866年にプロイセン王国に併合された。1867年から旧ナッサウ公国にレギールングスベツィルク・ヴィースバーデン（ヴィースバーデン県）が設けられた。ヴィースバーデンはマイン郡、後にこれが分割されて創設されたヴィースバーデン郡の中心都市となった。ヴィースバーデンは宮廷都市としての地位を失ったものの、温泉として、会議都市として、あるいは行政都市として生まれ変わり、都市改造が推進されることで大きな飛躍を遂げた。ニッツァ・デス・ノルデンスには皇帝ヴィルヘルム2世が定期的に避暑に訪れ、「カイザーシュタット」（皇帝の都市）と称された。廷臣に倣って、大勢の貴族、芸術家、裕福な企業家がこの街を訪れ、滞在した。この時代に多くの印象的な建物が造営された。カジノを有するクアハウスやヴィルヘルム通りのヘッセン州立劇場などがその例である。

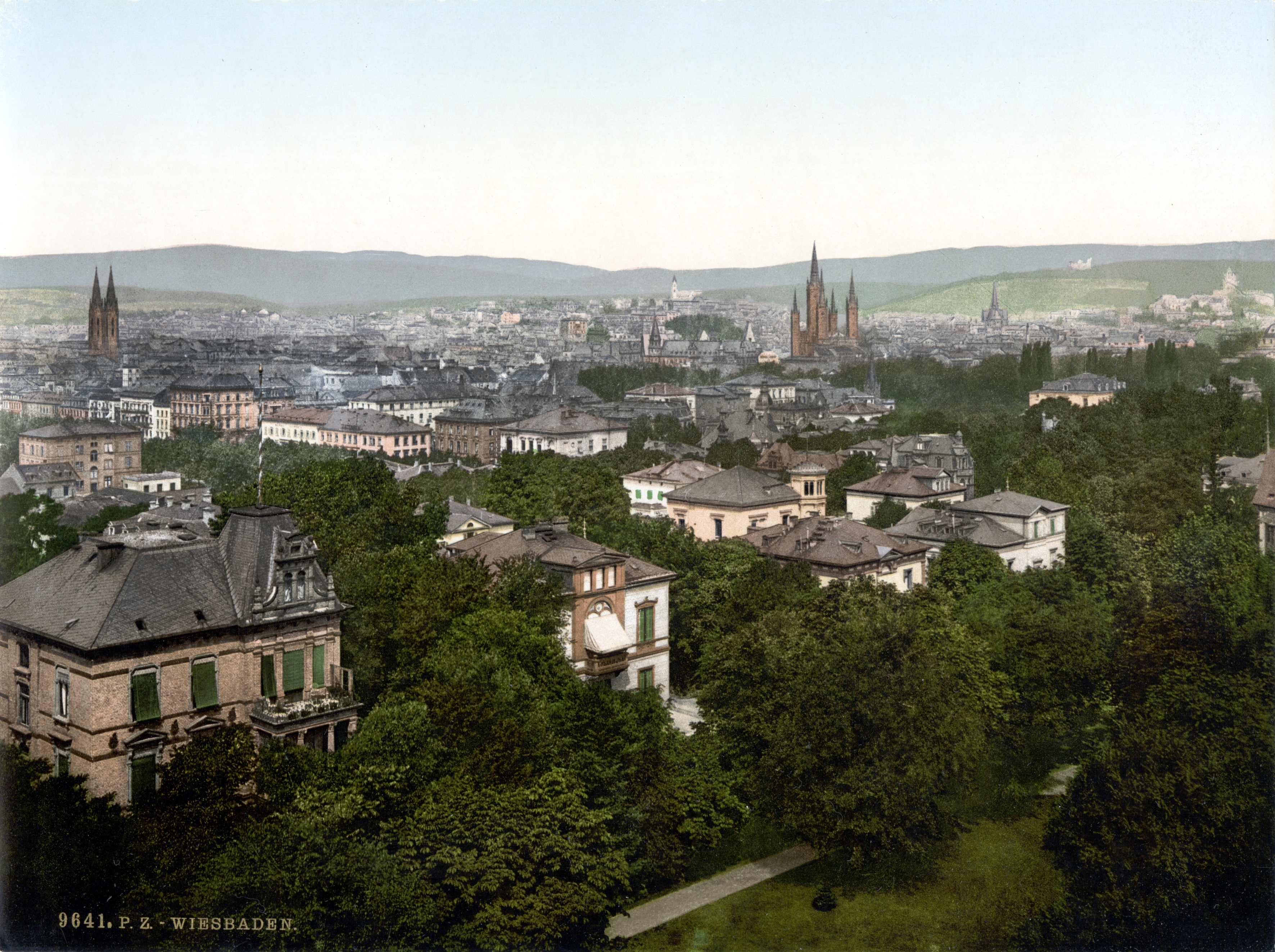
1900年頃のヴィースバーデン

20世紀初めに 10万人を超えるまでになった人口増加により、大幅な都市拡張が必要となった。古典主義建築、歴史主義建築、ユーゲントシュティールといった印象的な建物からなる新たな街が数多く建設された。ここに住みついた富豪の家族や企業家たちによって、ヴィースバーデンはドイツで最も富豪の多い町となった。
第一次世界大戦の終結とともにヴィースバーデンの人気の温泉地としての時代が終わった。1918年にフランス軍がこの街を占領し、第一次世界大戦の賠償に関するヴィースバーデン協定によりフランス領となった。ヴィースバーデンは1925年にイギリス陸軍ライン軍団指令本部の所在地となり、1930年に占領軍がラインラントに撤退するまでその状態に置かれていた。
1933年以降、この街にはナチス政府のオフィスが数多く設けられた。1936年10月に設置された第12軍団総司令部もその一つである。レーベンスボルンは1939年から1945年までタウヌス幼児ホームを運営していた。フィリップ・ホフマンによって1869年に建設されたミヒェルスベルクのムーア様式の大シナゴーグは、1938年11月10日（水晶の夜）に破壊された。
第三帝国の時代に約 1,200人いたヴィースバーデンのユダヤ人は追放され、あるいは殺害された。ヴィースバーデン中心部の数棟の建物がいわゆる「ユダヤ人の家」として利用された。これは処刑場へ移送される前のユダヤ人が強制収容された建物であった。ヴィースバーデン中央駅のすぐ近くあったこの施設が、追放前最後の宿舎となったのである。
ヴィースバーデン出身のルートヴィヒ・アウグスト・テオドール・ベックは、1944年7月20日のヒトラー暗殺計画に加わったが、これに失敗し命を絶った。彼の栄誉を讃えて、市は毎年、市民としての勇気ある行動に対してルートヴィヒ・ベック賞を授与している。また、ナチスに対する抵抗運動家で、後にヴィースバーデンの名誉市民となったマルティン・ニーメラーはマルクト教会で逮捕前最後の説教を行った。
第二次世界大戦中、ヴィースバーデンは連合国の爆撃により大きな被害を受けた。1945年2月2日から3日にかけての最も激しい爆撃は、悪天候のために計画されていた地域を誤認してなされたものであった。これにより 570人が死亡し、28,000人が住む家を失った。1945年3月28日、ヴィースバーデンは無抵抗のままアメリカ軍第3軍によって占領された。ライン川右岸のマインツの衛星都市アメーネブルク、カステル、コストハイムは軍事政府の命令によってヴィースバーデン都市郡に編入され、今日のヴィースバーデンとマインツとの間の対立関係の原因となった。
ドワイト・D・アイゼンハワー将軍はグロース＝ヘッセン州を創設した。グロース＝ヘッセン州条令 Nr. 1 に基づいて 1945年10月12日にヴィースバーデンがその州都となった。1946年12月1日（ヘッセン州条令に関する住民投票の日付）にヘッセン州となった後もこれは変わっていない。条令には州都に関する規定はない。
1948年6月24日から1949年5月12日のソヴィエトによるベルリン封鎖の際、西ベルリンに生活必需品を供給する空輸作戦に、アメリカ空軍はヴィースバーデン＝エルベンハイム飛行場を8つの飛行場のうちの1つとして利用した。
1957年にライン＝マイン＝ハレンがメッセセンターとしてオープンした。1960年代にはグレーゼルベルク、クラーレンタール、シェルメングラーベンに団地が建設された。第2ドイツテレビは、マインツに本社を置くことを決定したが、そのための土地がなかったため、ヴィースバーデンに暫定的に本社を置いていた。

### 都市名
現在の中心街には、ローマ時代に集落があり、"Aquae Mattiacorum"（アクアエ・マッティアコルム）という名前で 121年に初めて記録されている。これはラテン語で「マティアカ族の水」を意味する。このためヴィースバーデンのクアハウスには "Aquis Mattiacis"（マティアカ族の水に献げる）との銘文が掲げられている。マティアカ族とは、この地に住んでいたカッティ族の支部族である。Aquae Mattiacorum は、キヴィタス・マッティアコルムの首邑であった。カール大帝の伝記記者であったアインハルトは828年から830年頃に "Wisibada" と記述している。これが現在の Wiesbaden という名に直接つながる最も古い記述である。965年には"Wisibadun"と記された。今日のドイツ語で"in den Wiesenbädern"に相当し、「草原の温泉」ほどの意味である。

### 人口推移

ヴィースバーデンの人口推移

ヴィースバーデンの人口は、19世紀にナッサウ公国の首都に昇格したことにより、20年毎に倍増するという急激な増加を示した。人口は1800年から1905年までの間に 2,239人から 100,953人にまで増加し、ヴィースバーデンは大都市の一つとなった。この後、人口は停滞したが、1926年から1928年の市町村合併により再び上昇に転じた。1939年の第二次世界大戦開戦時には 170,354人となった。これらはライン川沿いに位置し、ルール地方に近いという経済的に有利な立地によるものであった。第二次世界大戦後、比較的被害の小さかったこの街に多くの人々が流入した。1956年の人口は 244,994人となった。その20年後、人口は微増の 250,592人であったが、1977年の一連の市町村合併による人口増加により、1980年には 274,464人となった。その後ドイツの大都市が人口減少の傾向に転じたのに対し、2005年のヴィースバーデンの人口は 274,865人と維持されている。これには新しい住宅地の整備が寄与している。
2011年2月現在の外国人比率は 16.5 % で、同時期のフランクフルト・アム・マイン (24.3 %) やオッフェンバッハ・アム・マイン (31.2 %) と比べて低地である。ただし、ヴィースバーデンの1980年の外国人比率は 11.3 % で、その後約 30年間で 約 55 % 増加したことになる。

### 市町村合併
最初の市町村合併は、ベープリヒ、シールシュタイン、ゾンネンベルクとの合併で、1926年10月1日になされた。これにより本市はライン川に面することとなった。1928年4月1日にヴィースバーデン郡からさらに 9町村が合併し、同郡は廃止されることとなった。同郡の残りの市町村は新たに創設されたマイン＝タウヌス郡の一部となった。第二次世界大戦の結果、1945年8月10日にマインツ＝カステル、マインツ＝アメーネブルク、マインツ＝コストハイムがヴィースバーデンの市区となった。これら 3市区はウィーン会議以降ナッサウ（プロイセン）とヘッセンとの国境で隔てられていた。ヴィースバーデン市がこれら 3市区について単純にマインツ市から権利を継承しなかったのは、市町村合併では異例なことであった。これら 3市区について、飲み水を得るための水利権はマインツ市が引き続き保持し、私有地の所有権関係もそのまま維持された。最後の合併は、1977年にマイン＝タウヌス郡の 6町村との間でなされた。
| 年            | 地区名                                            | 面積 (ha) |
| ------------- | ------------------------------------------------- | --------- |
| 1926年10月1日 | ビープリヒ（市）                                  | 1,299     |
| 1926年10月1日 | シールシュタイン                                  | 943       |
| 1926年10月1日 | ゾンネンベルク                                    | 834       |
| 1928年4月1日  | ビーアシュタット                                  | 922       |
| 1928年4月1日  | ドッツハイム                                      | 1,827     |
| 1928年4月1日  | エルベンハイム                                    | 1,127     |
| 1928年4月1日  | フラウエンシュタイン                              | 1,065     |
| 1928年4月1日  | ヘスロッホ                                        | 154       |
| 1928年4月1日  | イクシュタット                                    | 726       |
| 1928年4月1日  | クロッペンハイム                                  | 539       |
| 1928年4月1日  | ラムバッハ                                        | 992       |
| 1928年4月1日  | ゲオルゲンボルン（1939年に再び分離）              | (?)       |
| 1945年8月10日 | マインツ＝カステルおよびマインツ＝アメーネブルク¹ | 1,332     |
| 1945年8月10日 | マインツ＝コストハイム¹                           | 953       |
| 1977年1月1日  | アウリンゲン                                      | 312       |
| 1977年1月1日  | ブレッケンハイム                                  | 640       |
| 1977年1月1日  | デルケンハイム                                    | 743       |
| 1977年1月1日  | メーデンバッハ                                    | 447       |
| 1977年1月1日  | ナウロート                                        | 1,099     |
| 1977年1月1日  | ノルデンシュタット                                | 773       |

¹ これらの市区は、1908年から1945年までマインツ市に属していた。フランスとアメリカ合衆国の軍事政府は、当時マインツ市内を流れていたライン川をそれぞれの管理区域の境界線とし、それを継承する形でヘッセン州とラインラント＝プファルツ州が確定された。ライン川右岸にあったマインツ市の6つの市区のうち 3市区がヴィースバーデンに編入された。しかし、これらの市区の名称には「マインツ＝」という名称が残されている。

## 宗教

### ヴィースバーデンのキリスト教史

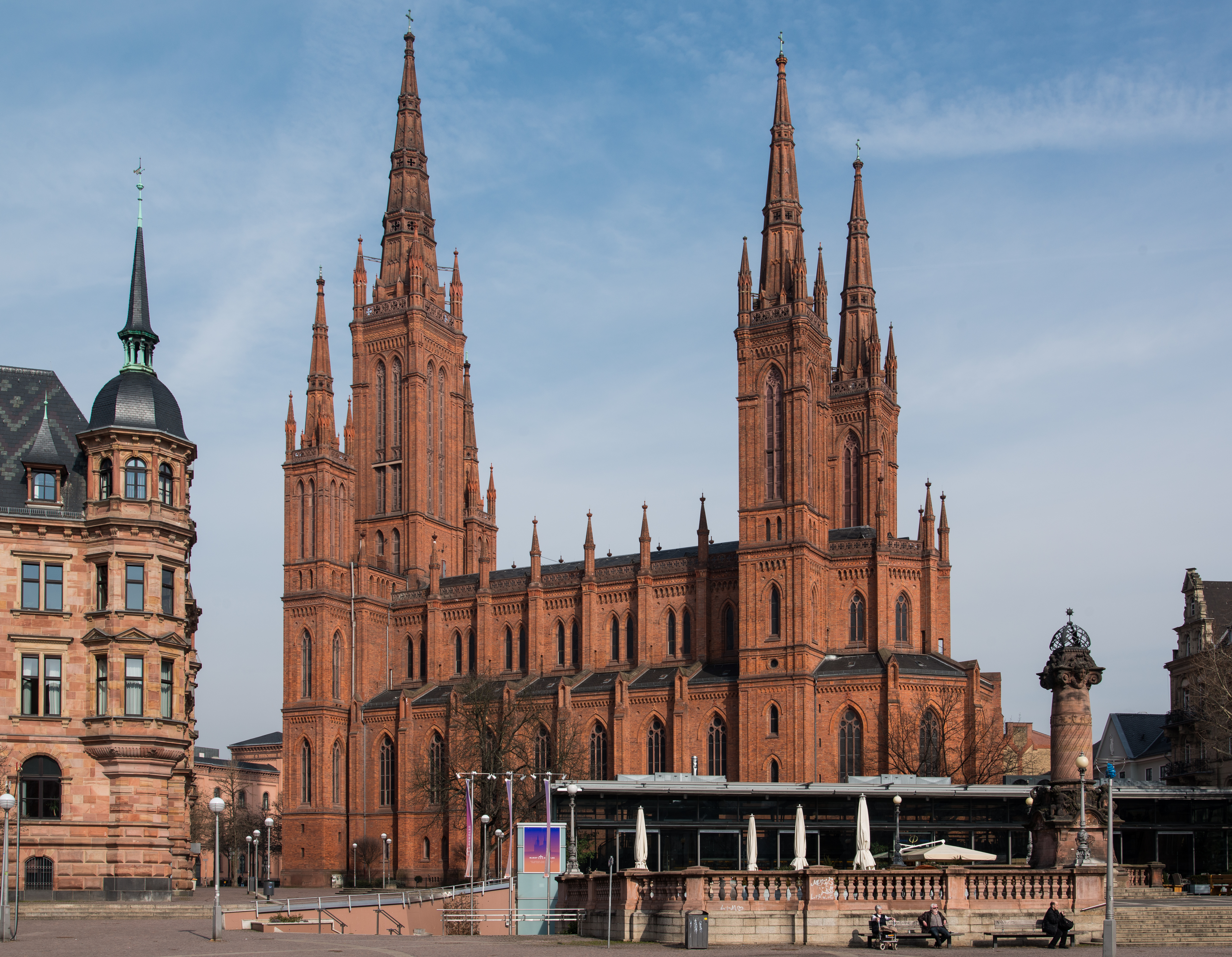
プロテスタントのマルクト教会

現在のヴィースバーデンの市域にあたる地域は、元々マインツ司教区に属した。1543年に当時の領主であったナッサウ家によって宗教改革がなされた。初めはルター派が優勢であったが、18世紀に改革派教会が創設された。1817年にナッサウ公国ではルター派組織と改革派組織が統合され、ナッサウ福音主義領邦教会が成立した。1934年および1945 - 46年にこの教会はヘッセン＝ナッサウ福音主義教会に編入された。この州教会内では南ナッサウ監督長官管区ヴィースバーデン監督教区に属している。1817年の教会統合の反動としてヴィースバーデンでも他の街と同様に福音主義ルター派教会（古ルター主義）が成立した。この教会はルター派の神事や教義に基づいて活動している。福音主義ルター派キリスト教会ヴィースバーデンは、独立福音主義ルター派教会のヘッセン南部教会管区に属している。
バラバラになっていたローマ＝カトリックの信者たちは、18世紀にはフラウエンシュタインの教会に加わっていた。1791年以降、ヴィースバーデンでも公式に祭事が行われ、1801年に独自の教会堂を建設した。さらに後には別の教会堂も建設している。これらの教会は1827年にナッサウ公国に新たに設けられたリムブルク司教区に属す。旧マインツ市に属した市区はマインツ司教区に属すが、これら以外のヴィースバーデン市の司祭区はいずれもリムブルク司教区野ヴィースバーデン地区に属す。

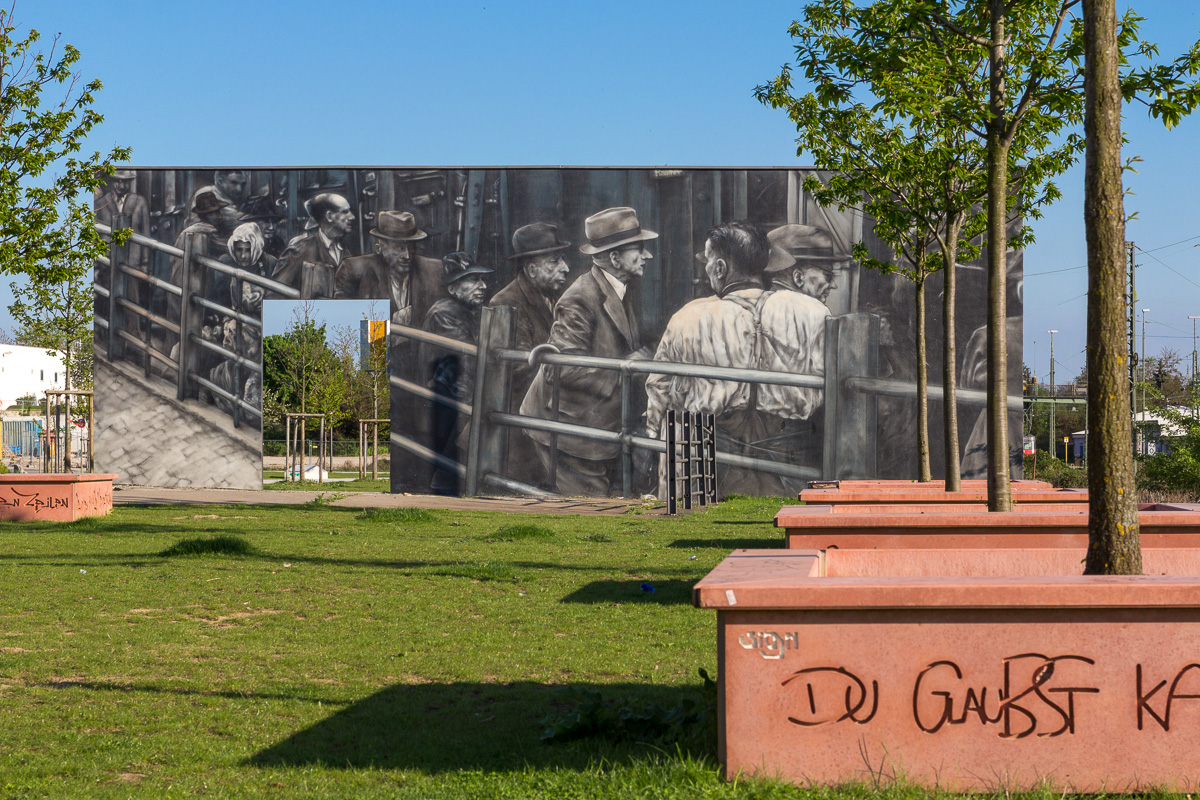
シュラハトホーフランペ記念碑

### ヴィースバーデンのユダヤ教史
ヴィースバーデンにおけるユダヤ教の歴史はローマ時代にまで遡る。18世紀になるまでヴィースバーデンのユダヤ人たちはヴェーエン（現在のタウヌスシュタイン市内）のユダヤ人墓地に埋葬された。1750年からヴィースバーデンにもユダヤ人墓地が造られた。都市の発展に伴ってユダヤ人の人口も増加した。1869年ユダヤ教組織はミヒェルスベルクにムーア様式のシナゴーグを完成させた。1878年にオーソドックスな古イスラエル主義教団が結成された。フリードリヒ通りにもシナゴーグが建設され、周辺の衛星集落にも 3箇所のシナゴーグが設けられた。1938年11月夜の排斥運動（水晶の夜）により、すべてのシナゴーグが冒瀆され、破壊された。ミヒェルスベルクの廃墟は 1939年に完全に取り壊された。現在は、記念プレートが設置され、通りにかつてのシナゴーグの平面図が描かれた「追憶の記念公園」となっている。1933年以前に棲んでいた 3,000人のユダヤ人のうち半数が亡命し、ホロコーストから逃れることができた。残ったユダヤ人はすべてこの町から追放され、あるいは絶滅収容所へ移送された。こうした歴史を風化させないためにシュラハトホーフランペ記念碑（直訳すると「処刑場への坂道」）が設けられている。第二次世界大戦後、1946年12月にはすでに新しい教団が組織された。この教団は古イスラム主義教団の土地を使うことができた。ユダヤ教の新しい礼拝施設はフリードリヒ通り沿いの安全な裏庭に造られた。東欧からの移住者によってこの教団は成長し、現在 700人以上の信者を擁している。市内には合わせて 7箇所のユダヤ人墓地があるが、現在使われているのは、プラッター通りのユダヤ人墓地だけである。

### 現在の宗教分布
2010年現在、63,737人のヴィースバーデン市民 (23.3 %) がローマ＝カトリック教会、76,923人 (28.1 %) が福音主義教会の信者である。29,940人 (11.0 %) がムスリムで、残りの 37.6 % はその他の宗教の信者または無宗教者である。1987年のムスリム人口は 9,793人 (3.9 %) であり、したがってイスラム教が最も信者を増やした宗教であった。カトリックとプロテスタントを合わせた比率は、1970年 84 %、1987年 75 %、2005年 55 %、2009年 52 %と、数十年の間に低下し続けているが、なおわずかながら多数を占めている。同時にキリスト教信者にも多様性が表れており、ロシア正教およびギリシア正教組織が 10,700人の潜在的な信者を擁している。

## 行政

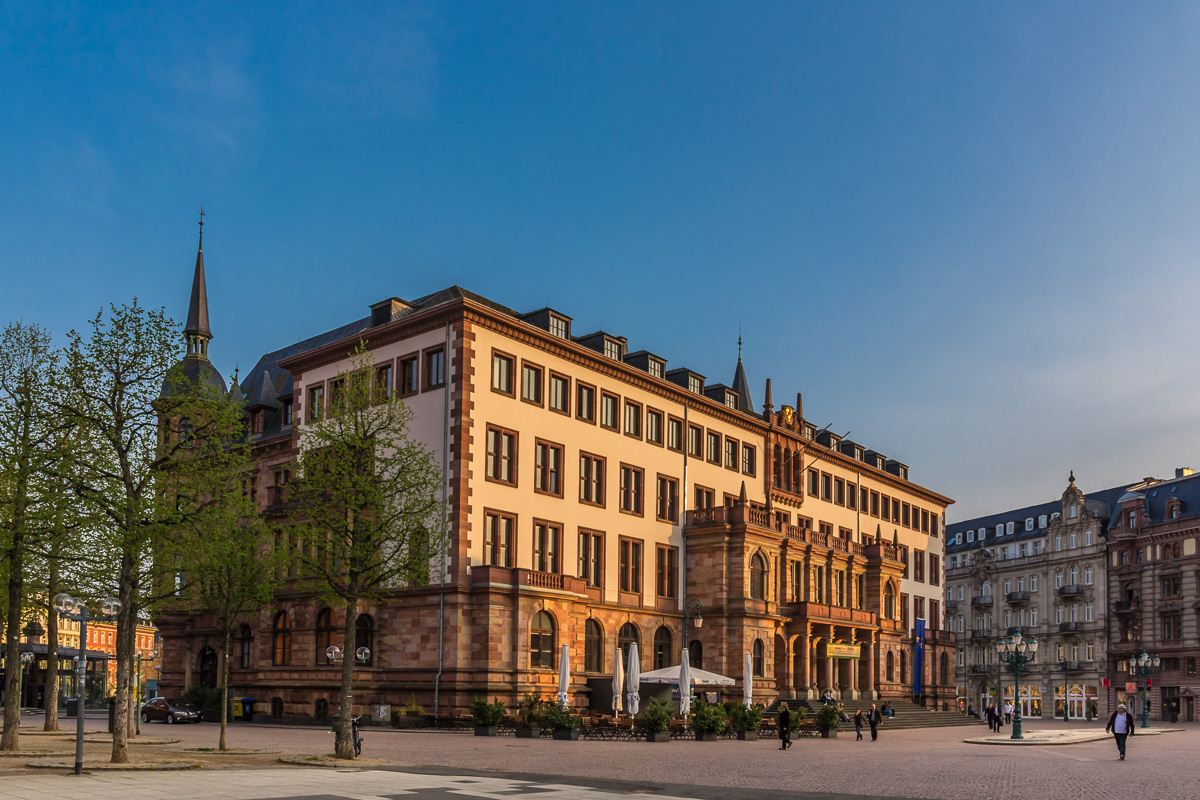
ヴィースバーデン市庁舎

州都ヴィースバーデンの行政構造は、ヘッセン州の市町村法と1963年3月24日制定された基本条例（2013年現在、2006年7月12日改正版が最新版である）とによっている。これに従い、市民の直接選挙で選出された 81人の議員によって構成される市議会が自治体運営の最高機関として存在している。実務組織であるマギストラート（本項では執務委員会と訳す）は市の実務町政を行う組織で、13人の名誉職委員と 6人までの専任委員で構成され、上級市長が代表者、市長がその代行者を務める。基本条例は市の 26の市区を規定している。ヴィースバーデン＝アルトを形成する 5つの市区の境界も条例で規定されている。また、市民によって選出される地区委員会の規模についても規定されている。外国人委員会は 31人の委員で構成される。
何世紀もの間、ヴィースバーデンのトップはシュルタイスと都市裁判所の審判人がその地位にあった。2人のビュルガーマイスターが本来の自治体運営組織の補佐にあたった。15世紀以降ビュルガーマイスターはしばしば市の代表者として記録されるようになったが、その後シュルタイスによって廃止された。1775年、都市裁判所はナッサウ侯カール・ヴィルヘルムによってシュタットラートの尊称を授けられたが、これは後の州警察にあたる。

### 市議会
シュタットフェアオードネーテンヴェアザムルングがヴィースバーデンの市議会である（直訳すると「都市運営会議」）。81議席の議員は、5年毎に市民の比例代表制の直接普通選挙で選出される。2021年の市議会選挙結果に基づく議席配分は以下の通り。
| 政党                        | 得票率 (%) | 議席数 |
| --------------------------- | ---------- | ------ |
| CDU                         | 23.5       | 19     |
| Grüne                       | 21.4       | 17     |
| SPD                         | 20.3       | 17     |
| FDP                         | 10.4       | 8      |
| AfD                         | 6.5        | 5      |
| Linke                       | 6.2        | 5      |
| Volt Deutschland            | 3.8        | 3      |
| Freie Wähler                | 2.5        | 2      |
| Bürgerliste Wiesbaden       | 1.1        | 1      |
| PARTEI                      | 0.8        | 1      |
| Unabhängige Liste Wiesbaden | 0.8        | 1      |
| BIG                         | 0.7        | 1      |
| pro Auto                    | 1.6        | 1      |
| 合計                        | 100.0      | 81     |
| 投票率                      | 41.8 %     | 41.8 % |

### 上級市長
- 1945年 - 1946年: ゲオルク・クリュッケ (FDP)
- 1946年 - 1953年: ハンス・ハインリヒ・レドルハンマー (CDU)
- 1954年 - 1960年: エーリヒ・ミクス (FDP)
- 1960年 - 1968年: ゲオルク・ブーフ (SPD)
- 1968年 - 1980年: ルーディ・シュミット (SPD)
- 1980年 - 1982年: ゲオルク＝ベルント・オーシャツ (CDU)
- 1982年 - 1985年: ハンス＝ヨアヒム・イェンチュ (CDU)
- 1985年 - 1997年: アヒム・エクナー (SPD)
- 1997年 - 2007年: ヒルデブラント・ディール (CDU)
- 2007年 - 2013年: ヘルムート・ミュラー (CDU)
- 2013年 - 2019年 : スヴェン・ゲーリヒ (SPD)
- 2019年 - : ゲルト＝ウーヴェ・メンデ (SPD)

### 姉妹都市
ヴィースバーデンは、以下の都市と姉妹都市になっている。
- クラーゲンフルト・アム・ヴェルターゼー（オーストリア、ケルンテン州）1930年
- モントルー（スイス、ヴォー州）1953年
- ベルリン＝フリードリヒスハイン＝クロイツベルク（ドイツ、ベルリン）2001年、ベルリン＝クロイツベルクとは1964年から姉妹都市となっている。
- ヘント（ベルギー、オースト＝フランデレン州）1969年
- フォンデット（フランス、アンドル＝エ＝ロワール県）1975年（ナウロート市区の姉妹都市）
- リュブリャナ（スロヴェニア）1977年
- クファ・サバ（イスラエル、グッシュ・ダン）1981年
- ドノスティア＝サン・セバスティアン（スペイン、バスク州）1981年
- ヴロツワフ（ポーランド、ドルヌィ・シロンスク県）1987年
- ターンブリッジ・ウェルス（イギリス、ケント）1989年
- ゲルリッツ（ドイツ、ザクセン州）1990年
- オコタル（ニカラグア、ヌエバ・セゴビア県）1990年
- ファティ（トルコ、イスタンブール）2012年9月18日

ヴィースバーデンとクラーゲンフルト・アム・ヴェルターゼーとの姉妹都市協定は世界で最も古い姉妹都市協定の一つである。
また、ヴィースバーデンは1953年から、カルロヴィ・ヴァリからの被追放者に対する協力関係を結んでいる。

### 紋章
ヴィースバーデンの紋章は（旗も同様であるが）、青地に3つの金のユリが上に2つ、下に1つ描かれている。紋章学では「フルール・ド・リス」と呼ばれるこの意匠は、16世紀に市の印章に現れ、フランスにその起源を持つ。現在の紋章は 1906年に公式に確定された。

## 経済と社会資本
ヴィースバーデンには、手工業者から大コンツェルンまで約 12,000社の企業が本社を置いている。 IHKヴィースバーデンは隣接するラインガウ＝タウヌス郡やホーホハイム・アム・マインの企業でもある。ヴィースバーデンの2008年の1人あたり国民総生産額は 77,499ユーロで、ヘッセン州ではフランクフルト・アム・マインに次いで 2位、ドイツ全体でもトップクラスの数値であった。また2013年の、ドイツ平均を100とするヴィースバーデンの購買力インデックスは、113.5であった。これは 23,415ユーロに相当し、ドイツの大都市ではトップ 10、ヘッセン州の大都市ではフランクフルト（24,310ユーロ）に次いで第2位であった 。ドイツの大都市で最高位のミュンヘンは約 28,247ユーロであった。最も購買力の高い市区はゾンネンベルクの 32,317ユーロであった。
2011年現在、本市にはおよそ 174,000人分の職場がある。このうち約 122,000人が社会保健支払い義務のある被雇用者である。ヴィースバーデンには多くの通勤者が通ってきている。2011年の通勤者バランス（市内に通勤してくる人数から市外へ通勤しに出る人数を引いたもの）は、およそ +28,000人であった。通勤者の多くはラインガウ＝タウヌス郡、マインツ、マインツ＝ビンゲン郡などヴィースバーデン直近の地域から通っている。州都であるこの街では、就業者の多くがサービス業に従事しており、製造業就業者は 16 % にとどまっている。農林業はほとんどみられない。2013年7月時点の失業率は 7.6 % である。

### 温泉、温泉治療、健康産業
ヴィースバーデンは高濃度のミネラルを含んだ多くの温泉を有することで知られている。この温泉は多様な温泉治療に利用されている。適用症は、まずリウマチ性疾患や呼吸器系臓器のカタルである。

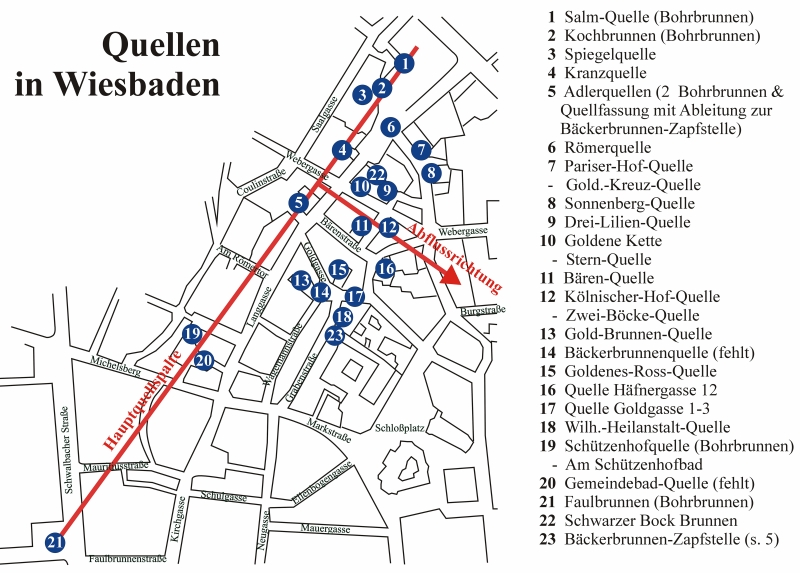
ヴィースバーデン市内の源泉、泉、井戸の地図

市内には水温 46℃から 66℃の源泉が 14ある。1日あたり 200万リットルという湧出量はドイツの温泉地では2番目の豊富な湯量である（1位はアーヘンの 350万リットル/日）。ローマ時代にはすでにこの街で温泉が営まれていた。現在も、たとえばコッホブルンネン (66 ℃) のように一般に近づくことが可能な源泉がある。この源泉は、ここだけで 1日に約 50万リットルを湧出する最も水量の多い源泉である。ローマ＝アイルランド風のカイザー＝フリードリヒ＝テルメはアドラー泉（64 ℃、167リットル/日）から湯を引いている。アウカムタール浴場も同様である。この他にホテル法で規定された民営の温泉（バーデハウス・ローゼ、シュヴァルツァー・ボック、ゴルデネス・ロス、ベーレン、ナッサウアー・ホーフ）がある。コッホブルンネンの他に公共の飲水泉がある。たとえばベッケブルンネン（49℃、65リットル/分）やヴィースバーデンの15番目の源泉ファウルブルンネン（14 - 17℃、27リットル/分）である。後者の名称は硫黄特有の臭いに由来する（faul = 腐った）が、水温が低いために温泉と称することはできない。
ヨハン・ヴォルフガング・フォン・ゲーテ、フョードル・ドストエフスキー、リヒャルト・ワーグナー、ヨハネス・ブラームス、アレクセイ・フォン・ヤウレンスキーといった著名人が、温泉やカジノを利用するためにヴィースバーデンに逗留した。
第一次世界大戦後、ヴィースバーデンは世界的な温泉地としての名声を失い、それまでのアミューズメント重視から、療養としての温泉経営への転換がなされた。現在、ヴィースバーデンには数多くの温泉治療のクリニックがある。一般医学の病院から美容のための民間クリニックまで全部で 18施設を数える。最も有名なのは、ドイチェ・クニリーク・フュア・ディアグノスティクである。この病院は、1970年4月2日に新温泉街の近くに開設された。新温泉街は、市立のアウカムタール浴場の周辺に集まっており、源泉地区から長い導管を使って温泉の湯を引いている。ここには大きな温泉クリニックや数多くの専門クリニックがある。

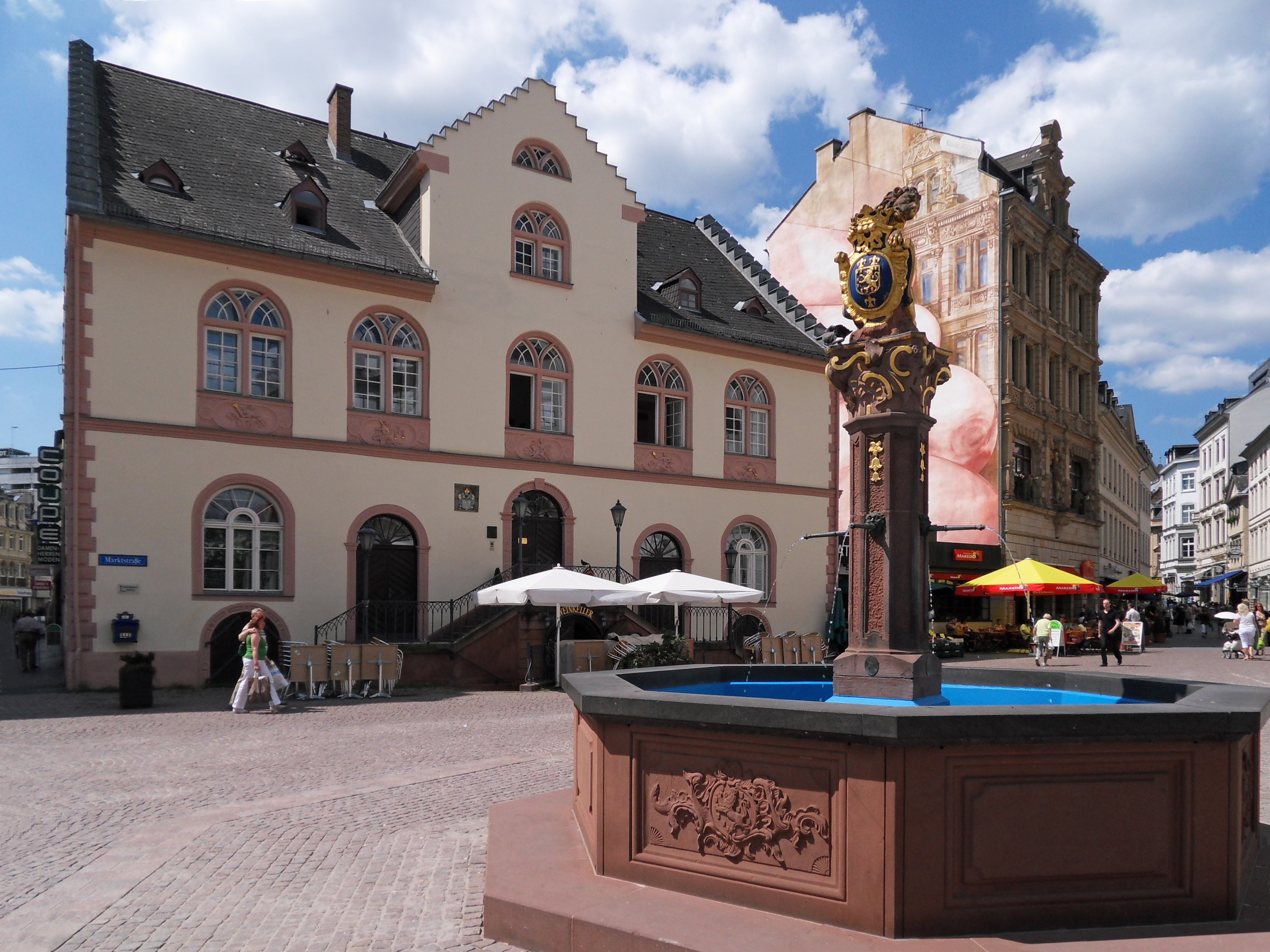
旧市庁舎前のマルクトブルンネン

### 上水道
中世の市壁内にあたるヴィースバーデンの旧市街では、温泉、鉱泉の豊かさに反して、良質な飲料水が不足していた。市内の多くの泉からは、温かく、塩分の高い水しか湧出しなかった。飲料水は市の野原から導管を使って供給された。城館広場のマルクトブルンネンは、1564年/66年に建設された。この泉には野原の水源（メローネンベルクのハイリゲンボルン）から水を通すために木の幹をくりぬいた水道管が使われていた。しかし、腐食しやすいこの水道管の維持費は、市民の経済的な許容限度を超えていた。このため、管理が行き届かず、泉が涸れていない時期でもその水質は望ましいものではなかった。三十年戦争で荒廃した後、マルクトブルンネンが再び修復されるまでに何世紀もの時間を要した。マルクトブルンネンは結局 1753年に、現在知られている姿に、市民によって再建された。相変わらず木製の、従って頻繁に修理が必要な水道管が 300シュー (872.1 m) にわたって使われていた。
1810年にミヒェルバッハ精錬所製の鋳鉄の水道管が敷設された。そのための資金は市の財政から 15年の分割払いで支出された。都市の拡大に伴う水需要の増加に対して新たに 9つの泉を設けるため、1821年にキッセルボルンから水道を建設する提案がなされた。キッセルボルンの森林地区は、その数年後に築かれる狩の城館プラッテ城の下方、420 m の高さにあり、市内までの水道管の長さは約 6 km に及んだ。追加の泉が造られ、水が引かれたが、特に降水量の少ない年には、飛躍的に発展を続けるこの街の水需要を満足させることはできなかった。
最終的には1875年から1910年にタウヌス山地の地下水脈がある珪岩層に4本の、全長 11.5 km の深い坑道風の横穴が穿たれた（ミュンツベルク坑、シュレファースコプフ坑、クロイツ坑、ケラースコプフ坑）。これらの横穴は、水質の高い安全な飲料水を提供している。この水道は合わせて1日最大 22,000 m3 の水を供給している。
これと並行して新たな水源探索が行われ、シールシュタイン近郊のライン川沿いで水源が発見された。いくつもの建設段階を経て、1901年からここにシールシュタイン給水場が設けられた。1961年からは、ライン川の水から飲料水を精製するライン川水再生工場が設立された。流れの中央に設置した 2本の潜管から水を採取し、何段階もの下処理を施した後、地下水脈にこれを送り込む。6週間かけて地下水路を通り、飲料水に供しうる水質となった水を 180 m 南に位置する取水井から再び採取する。これを30箇所の飲用泉に供給する。シールシュタイン給水場は、ヴィースバーデンの上水需要のおよそ半分にあたる 1日 40,000 m3 を供給できる処理能力を持つ。
上水供給の 3つめの軸は、アインハウゼン近郊のイェーガースブルガー・ヴァルト給水場とヘッシシェス・リートとを全長 55 km の配水管で結んだことである。ここから最大 20,000 m3 の水が供給される。
ヴィースバーデンの上水供給は、現在、ヘッセンヴァッサー GmbH & Co. KG. が運営している。

### 交通

マインツァー・リング（マインツ環状線）と呼ばれるアウトバーン網。ヴィースバーデンもその一部を担っている。

#### 道路交通
ヴィースバーデンの市域南部を連邦アウトバーン A66号線が、ラインガウからフランクフルト・アム・マイン方面に東西に走っている。このアウトバーンから、シールシュタイン・ジャンクションでアウトバーン A643号線がマインツ方面に、マインツァー通りインターチェンジで A671号線がホーホハイム・アム・マイン方面に分岐する。市の東部には A3号線が通っている。このアウトバーンは、ヴィースバーデン・ジャンクション経由でケルンやフランクフルト空港に通じている。この他、連邦道 B54、B262、B263、B417、B455号線が市内を通っている。
2013年2月1日から、隣接するマインツ市と共同の環境ゾーンが設けられた。これは州を跨ぐ最初の環境ゾーンであり、ヘッセン州ではフランクフルトに次いで 2番目の例である。

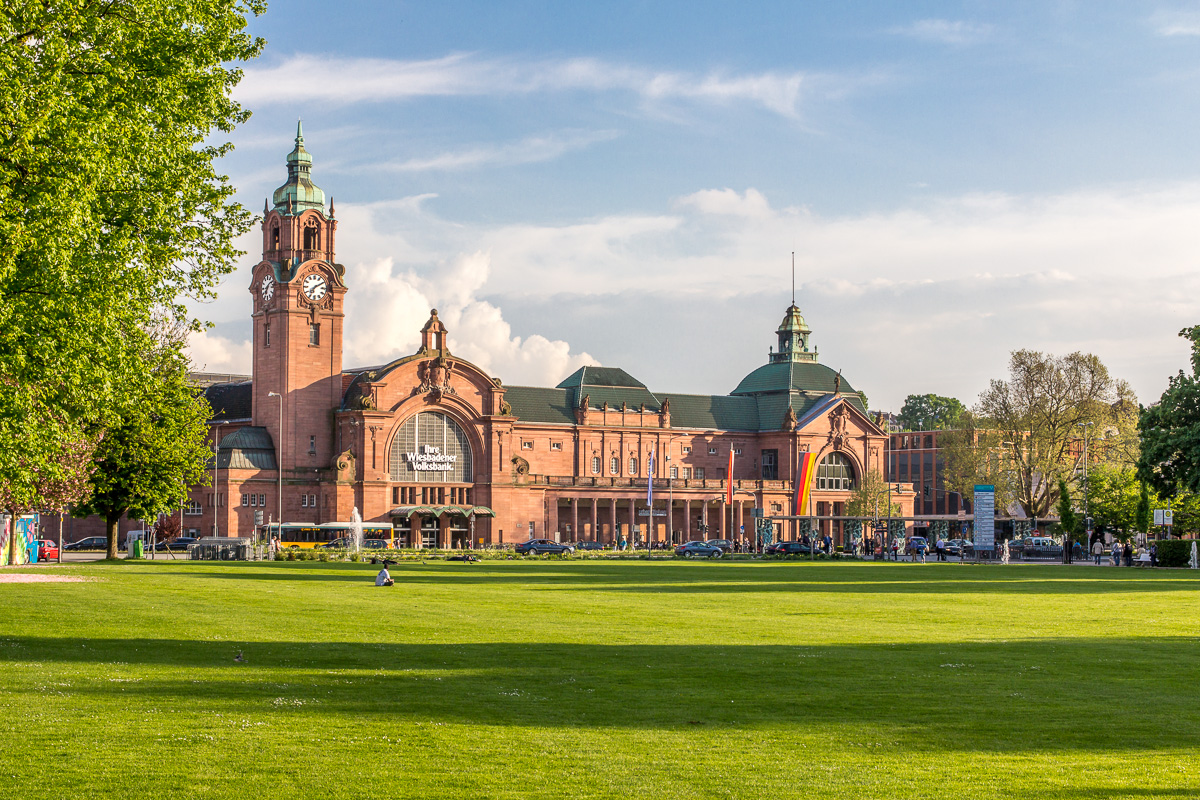
ヴィースバーデン中央駅

#### 鉄道
ヴィースバーデン中央駅は1906年に市の中心部の南側に開業した。それまでのルートヴィヒス駅、ライン駅、タウヌス駅は中央駅に統合された。ヴィースバーデン市の市区にはこの他に 10駅が営業している。ヴィースバーデンはライン＝マインSバーン網につながっている。中央駅はフランクフルト・アム・マイン / オッフェンバッハ・アム・マイン / ハーナウ方面からのSバーン、S1、S8、S9号線の終着駅となっている。この他、リューデスハイム経由コブレンツ行きのライン川右岸線 - ナッサウ・ライン鉄道や、エルベンハイム、イクシュタット、アウリンゲン/メーデンバッハといた市区を通ってニーデルンハウゼン (タウヌス)でリムブルク・アン・デア・ラーン行きに接続するレントヒェス鉄道もヴィースバーデンから運行している。
2002年にケルン-ライン＝マイン高速線が完成して以降は、同路線経由で直接ケルンへ向かうICEが1日あたり数本設定されている。その他にも当駅始発ドレスデン行きICEが運行されているほか、フランクフルト空港遠距離駅やマインツ中央駅を経由して、他のICE網にアクセスすることができる。

#### 近郊旅客交通

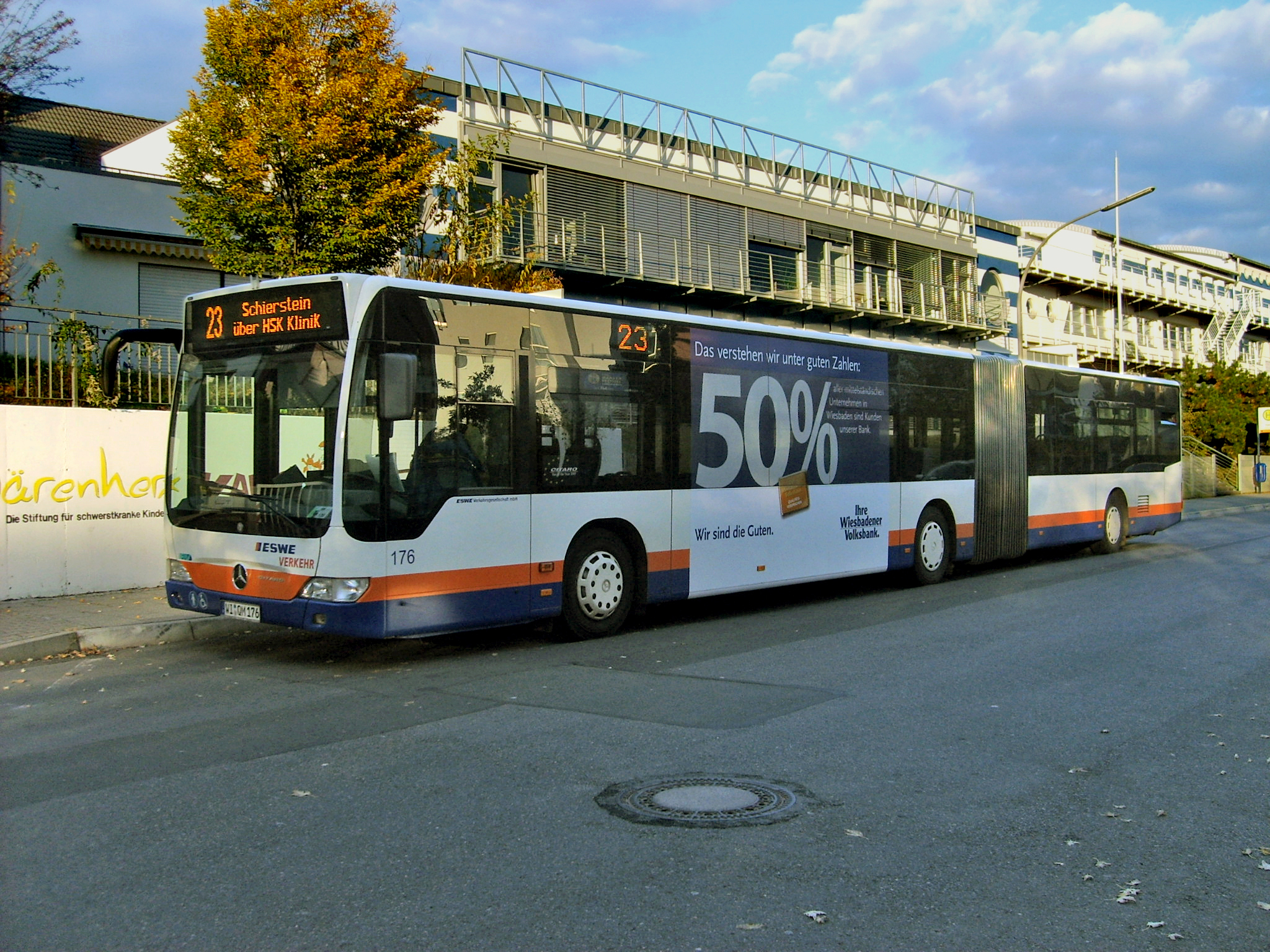
ESWEのバス

ESWE交通会社mbHおよびその子会社のWiBusが公共旅客交通を運営している。また一部業務を行なっているマインツ交通会社（とその子会社）も地域交通の担い手となっている。バスレーンはヴィースバーデンの発明である。バスレーンはこの街から世界中に広がっていった。ヴィースバーデンは 1929年に市中心部の交通機関を路面電車からバスに置き換えたドイツで最初の都市であり、世界で最初の大都市であった。路面電車は 1955年に最終的に廃止された。ヴィースバーデンは路面電車もUバーンもないドイツで2番めに大きな街（ミュンスターに次ぐ）である。
1988年、バス路線網を補完するものとして、ヴィースバーデン市電をバート・シュヴァルバッハまで結ぶ案が提出され、賛否両論が起こった。このプロジェクトは 2001年に凍結され、2011年以後再び議論の対象となっている。
2012年11月16日、フランクフルト・ルントシャウは、SPDの試案に基づき、路面電車を新設することで1日あたり20本のバスを削減できる可能性があるという報告を掲載した。将来の路面電車としては、クラーレンタール/コールエックから中央駅を経由してハーゼンガルテン通りに至るヴィースバーデンを横断するルートが考えられている。交通局長のジークフリート・メリッケ (SPD) は、専門家の意見を聞いた後の2012年夏以降、この路面電車案を多角的見地から意義深いものであると確信した。バスや車による交通量が多い予定路線上の道路から1日あたり20本の路線バスが削減できる上、専門家の推計によれば勤務日には1日あたり8,000人の通勤者が車をおいて新しい路面電車で通勤するようになるというのである。将来的な人口増加に伴う通勤ラッシュの激化に対応するため、必要な措置であると考えられた。緑の党のクルティアーネ・ヘンニンガーは、市電を導入することによりヴィースバーデン市民の移動が加速し、利便性が増すと主張した。バスシステムでは最大年間5,000万人までが輸送の限界である。一方、同じ緑の党の同僚であるクラウス＝ペーター・グローセは、このプロジェクトについては別の面から疑問があり、さらに精査が必要だとしている。

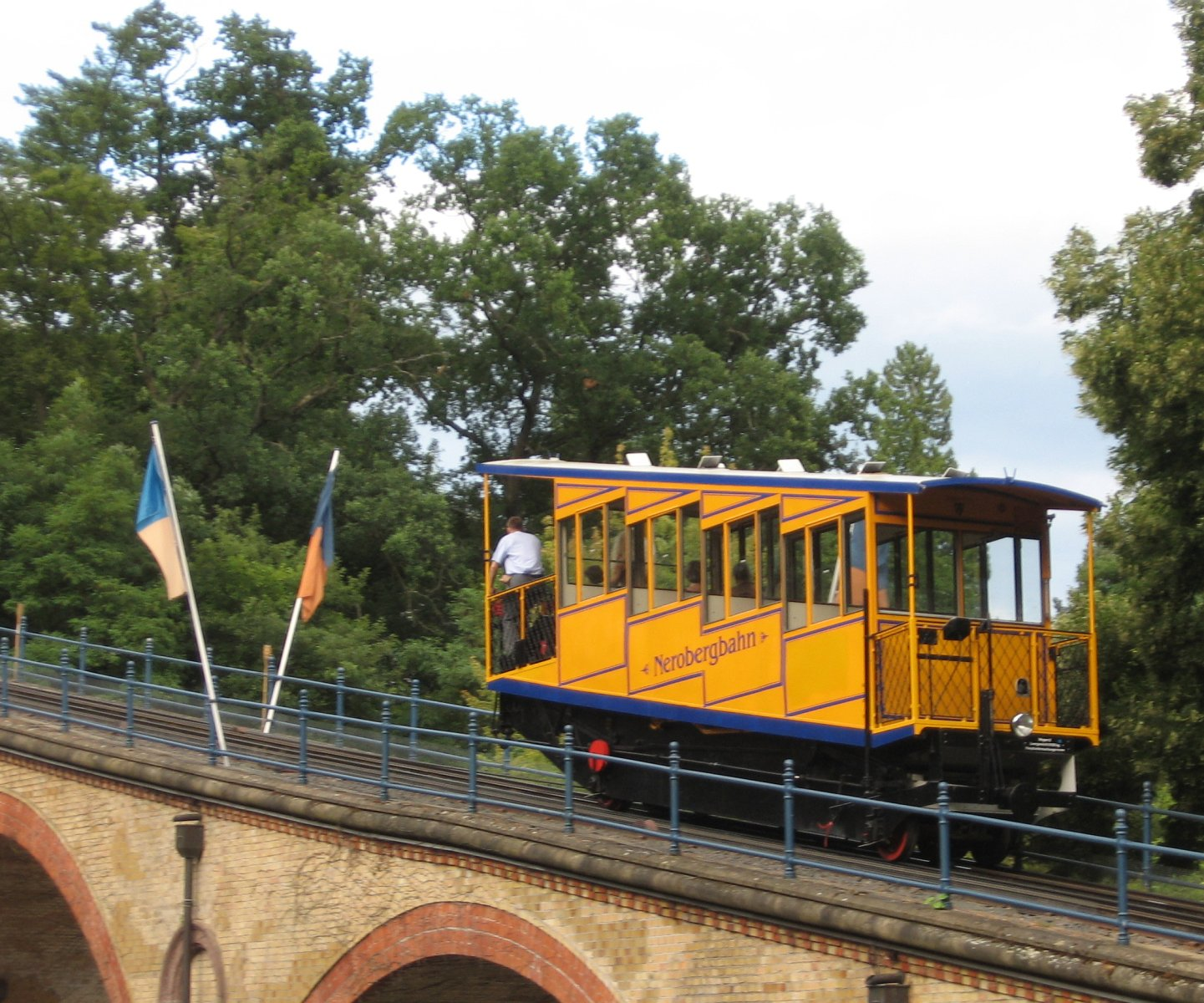
ネロベルク登山鉄道

ヴィースバーデンにはこの他に、ケーブルカーのネロベルク登山鉄道がある。
ヴィースバーデンおよびマインツ市内のすべての路線は、ライン=マイン交通連盟 (RMV) の統一料金が適用される。これに接続する路線やライン近郊近距離交通連盟内ではヴィースバーデンまでの料金表が転用されている。

#### 空路
ヴィースバーデンは、航空交通の要衝であるフランクフルト空港から約 25 km 離れている。エルベンハイム市区には軍用飛行場であるエルベンハイム飛行場がある。本市近郊には国際航空路のビーコンWBDがある。

#### 内陸水路

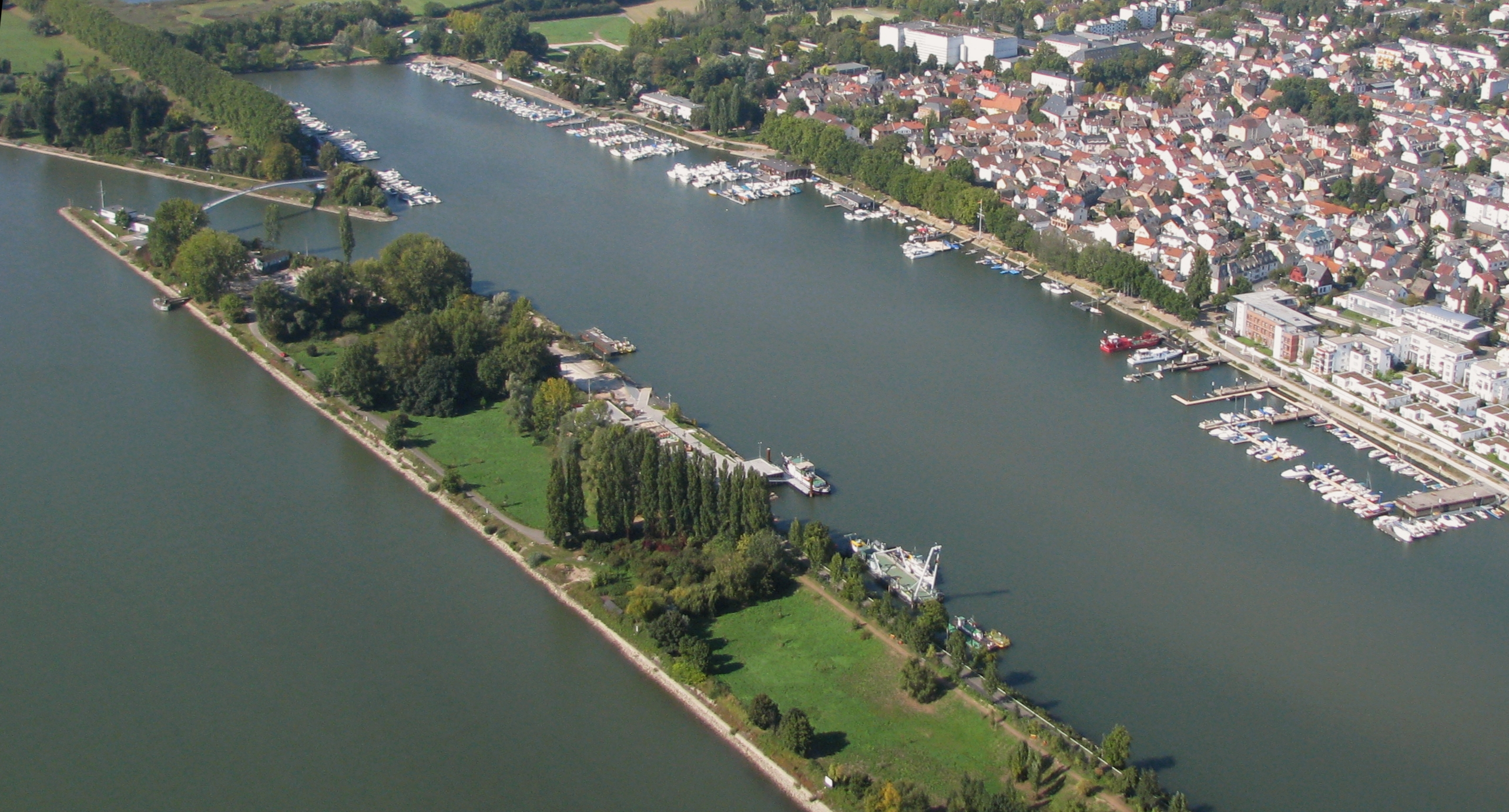
シールシュタイン港

ヴィースバーデンは連邦水路であるライン川とマイン川に面している。シールシュタイン市区にはシールシュタイン港があり、ビープリヒには岸壁だけがある。夏の半年間は様々な旅客船会社の船が行き交う。グスタフスブルクとの間のマイン川には、ヨーロッパで最も利用船舶数の多い堰であるコストハイム堰がある。マインツ河口近くの分流によって本土から隔てられたマールアウエにあったかつてのフロースハーフェン（筏港）は1960年代まで筏（木材）の陸揚げ港として使われていたが、泥土が堆積し、埋まってしまっている。現在ここには水上警察の巡視艇のためのフロートハウスや数隻の個人所有のボートがある。

#### 観光業
目玉となる観光資源はないものの、温泉療養都市、会議都市、州都といった機能と結びついた観光業は、看過できない経済因子の一つである。2011年の宿泊客は、のべ102万5,000泊に達した（2013年は、109万3,000泊）。他の都市と比較すると、ベルリンが約 2,000万泊、フランクフルト・アム・マインが 600万泊、ブレーメンが 180万泊、ハイデルベルクが 102万泊である。ゲスト 1人あたりのヴィースバーデンの滞在日数は 2.0日である。
市内には 78軒のホテルやペンションがあり、合わせて 6,890人分のベッドが用意されている。エルゼッサー広場のユースホステルはドイツ最大のもので、220ベッドである。さらにキャンプ場が 3つあり、年間6,400人のゲストが 11,800泊している。

#### 観光ルート
ラインガウアー・リースリング・ルートは、フレールスハイム＝ヴィッカーからホーホハイム・アム・マインを経由して市域南部のラインガウを通ってロルヒハウゼンに至る。ヴィースバーデン＝ビープリヒからボンに至る新しい遊歩道ラインシュタイクは、ライン川中流域右岸の山に接している。ヴィースバーデンはベーダー街道（温泉街道）の起点である。この観光街道はバート・シュヴァルバッハやシュランゲンバートを経由してラーン川沿いのバート・エムスに至る。
ライン川およびマイン川の堤防沿いにヘッセン自転車道 R3号線（リューデスハイム・アム・ライン - タン (レーン)）、マイン自転車道、ライン右岸のライン自転車道が整備されている。ライン自転車道にはヴィースバーデン＝ビープリヒから市の中心街に向かう分岐路もあるが、標識などの整備は不完全である。ヘッセン自転車道 R6号線（バート・アーロルゼン（ディーメルシュタット） - ローゼンガルテン（ラムペルトハイム））は市の東部をかすめて、マインツ＝コストハイムでマイン川を渡る。
夏の半年間、日曜日や祝日には、ナッサウ観光鉄道は1983年に廃止されたアール鉄道を利用してバート・シュヴァルバッハ - ホーエンシュタイン間で保存鉄道を運行しており、行楽客やハイキング客をタウヌス山地に運んでいる。利用できる駅は、ヴィースバーデン＝ドッツハイム駅から、シュセーハウス駅、アイゼルネ・ハント駅、ハーン＝ヴェーエン駅、ブライデンシュタット駅、バート・シュヴァルバッハ駅、ブライトハルト駅、ホーエンシュタイン駅である。しかし、設備の不備により、2009年から定期的な運行は休止されている。
ライン=マイン工業文化ルートは、タールゾーレ（ネロベルクとザルツバッハタールとの間の工業史）やフルスルート（シールシュタインとマインツ＝コストハイムとの間の工業史）と含む。
ドイツ木組みの家街道は、本市の西部を通り、ホーフハイムからエルトヴィレを経由してイトシュタインやリムブルク・アン・デア・ラーンへと伸びている。

### 映画とメディア
書籍『ハリウッド・アム・コッホブルンネン』（1995年）には、ヴィースバーデンの映画、テレビ史が記述されている。それによれば、ドイツ映画のパイオニアであるゲオルク・デンゲルがヴィースバーデン＝ビープリヒで制作した1919年の無声映画 "Das Schloss des Schreckens"（直訳すると「驚きの城」または「恐怖の城」）が、映画都市としてのヴィースバーデンの歴史の起源となった。

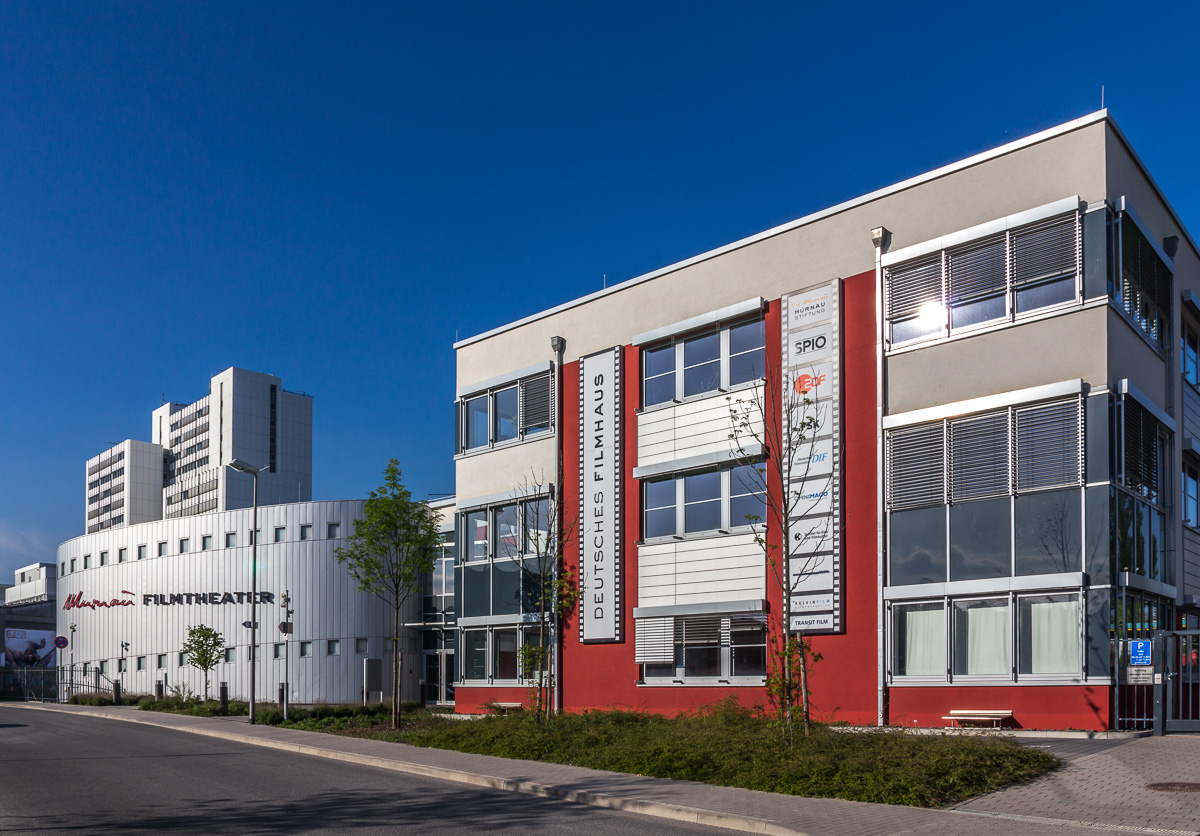
フリードリヒ＝ヴィルヘルム＝ムルナウ協会のドイツ・フィルムハウス

数多くのメディア企業がヴィースバーデンに本社を置いている、または置いていた。たとえば、この街は、「ウンター・デン・アイヒェン」の所在地であった。ここは、第二次世界大戦後、AFIFA（UFAの子会社）の制作現場であった。そのフィルムスタジオでは多くのドイツ戦後映画が制作された。第2ドイツテレビは1964年にここに放送局を置き、1984年まで存続していた。タウヌスフィルムGmbHは、2010年までこの場所で数多くのテレビ番組を制作し、現在はABC & タウヌスフィルム・コピーヴェルクGmbHという形で活動している。ここにはいくつかのメディア会社のほか、ライン・マイン単科大学の、デザイン情報メディア学科を含む「メディアキャンパス」があり、コミュニケーションデザイン、インナーアーキテクチャー、メディア経済学、メディア情報学といった課程が設けられている。また、2002年からは非商業系ローカル放送局ラジオ・ラインヴェレもある。
ヴィースバーデンは映画関連組織の本部所在地としても地域を超えて重要である。シュピッツェンオルガニゼツィオーン・デア・フィルムヴィルトシャフト（SPIO、直訳すると「映画業界の先端組織」）、フライヴィリーゲ・ゼウプストコントロッレ・デア・フィルムヴァルトシャフト（FSK、直訳すると「映画協会の自主規制機関」）やフィルムベヴェルトゥングスシュテッラ（FBW、直訳すると「映画評価協会」）がヴィースバーデンにある。ドイツの映画遺産の大部分を管理しているフリードリヒ＝ヴィルヘルム＝ムルナウ協会やドイツ・フィルムインスティテュートのアーカイブなどを育成・維持管理している。

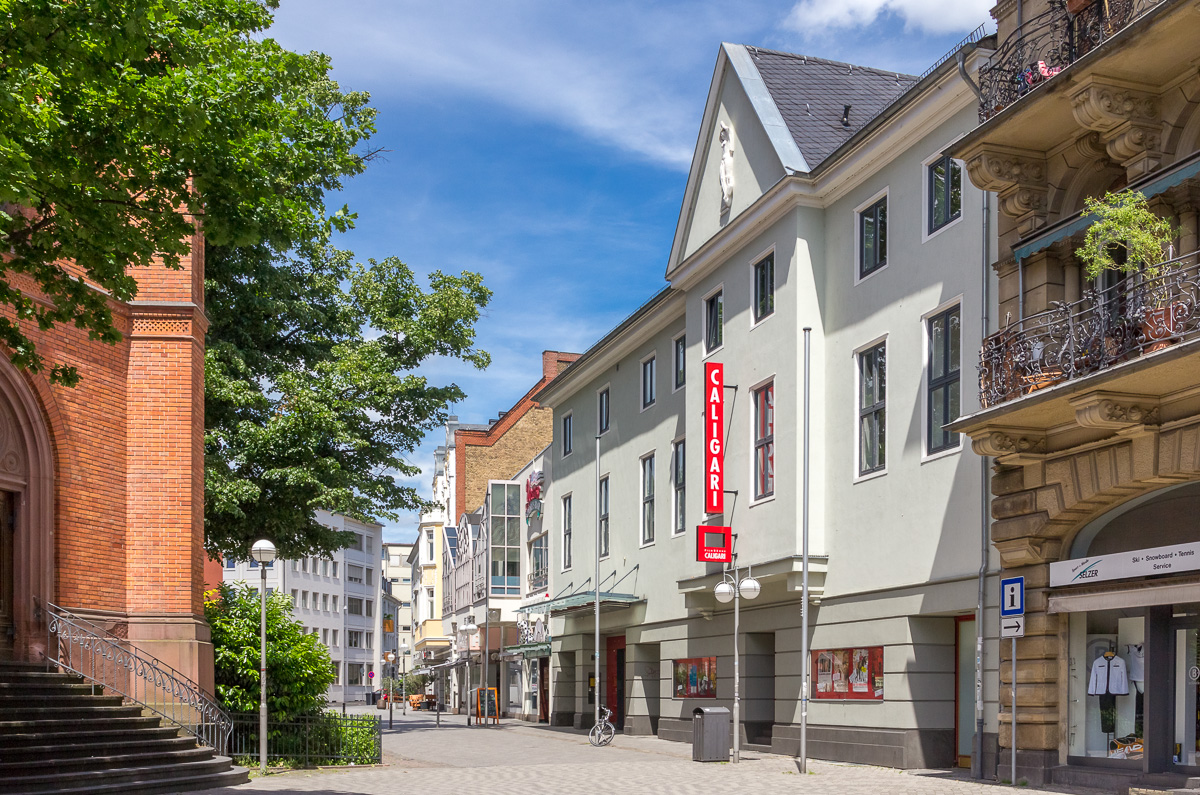
映画館カリガリ

この街では中欧・東欧映画のゴー・イースト映画祭が毎年開催されている。主な上演会場は祝祭映画館カリガリやクレメンティーネ邸である。この催しは、2001年にドイツ・フィルムインスティテュートによって創設された。
ヘッセン放送は、ヴィースバーデンの州議会の議事堂内にテレビおよびラジオのスタジオを有している。また、すぐ近くにはテレビ政治雑誌「デ・ファクト」の編集部がある。民営のラジオ放送局ヒット・ラジオFFHは、州議会から遠くない場所でローカルスタジオを運営している。
市内放送局TV-ヴィースバーデンは、2007年2月20日からヴィースバーデンのローカルプログラムを放送している。
この他、市内には数多くの出版社（ドイチャー・ゲノッセンシャフツ・フェアラーク、フェアラーク Dr. Th, ゲプラー、VS フェアラーク・フュア・ゾツィアルヴィッセンシャフテン、ブライトコプフ・ウント・ヘルテル、ヴィーヴェーク+トイプナー・フェアラーク）がある。
日刊紙「ヴィースバーデナー・クリール」と「ヴィースバーデナー・タークブラット」がヴィースバーデンで刊行されている。

### 教育
ヴィースバーデンには、専門単科大学のライン＝マイン単科大学がある。この大学は、1971年にガイゼンハイム、イトシュタイン、リュッセルスハイムの工業学校とヴィースバーデン工業技術大学が統合されて成立し、ヘッセン州の専門単科大学となったものである。この大学の全学生数約 1万人のうち、約 5,900人がヴィースバーデン・キャンパスで学んでいる。
かつてこの大学のメインキャンパス内にあった管理学専門単科大学は、2011年1月1日以降「ヘッセン州立政治学・管理学単科大学」(HfPV) と呼ばれ、ヴィースバーデン＝コールエックのシェーンベルク通り100番地に本部を構えている。

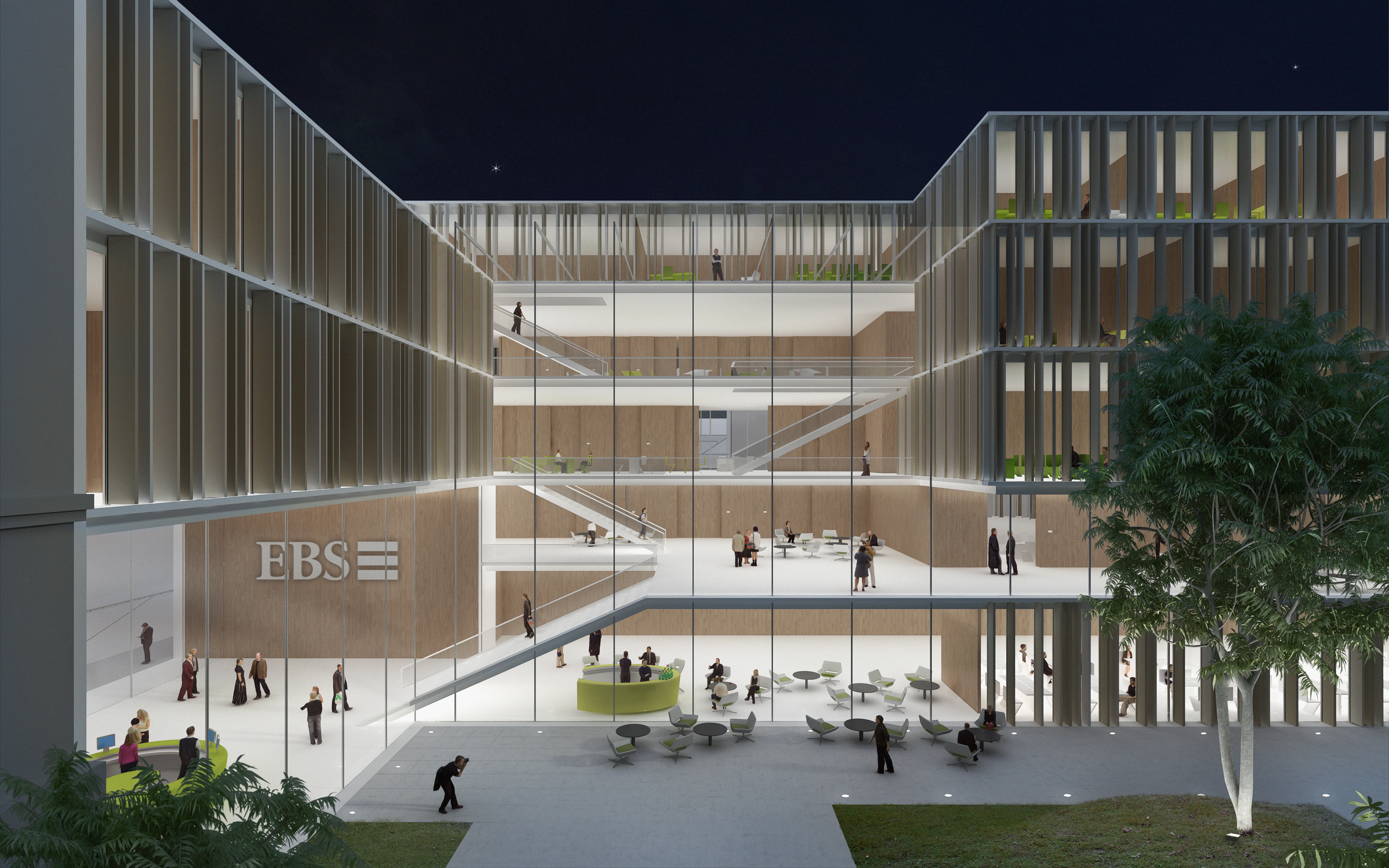
2014年にオープンする予定のロースクールキャンパスの模型

エストリヒ＝ヴィンケルとヴィースバーデンとにキャンパスを持つヨーロピアン・ビジネス・スクール (EBS) は、2010年に 2つめの学部（EBS ロースクール）を開講し、EBS経済・法律大学と改名した。EBSには約 18,000人が在籍している。2011年9月にロースクールの教育体制を採用することで、EBS経済・法律大学はヘッセン州の学術・芸術大臣から総合大学の認可を得た。これにより州都ヴィースバーデンは、総合大学都市となった。EBS経済・法律大学は、学術審議会の制度上の認定を受けている。こうした学術上の品質認定は非州立大学に対して与えられる。それは教育や研究の業績が認定を受けるに値する学術レベルにあることを示すものである。私立単科大学の事務局は2010年まではシールシュタイン地区にあった。法学部（ロースクール）と大学運営部門は今後、ヴィースバーデン＝ミッテのゲリヒト通り2番地の新しい建物に移転する予定である。それまではヴィースバーデン中央駅近くのいわゆるアトリウムハウスに入居する。この建物は10年以上空き家となっており、ヴィースバーデン市が 850万ユーロで獲得し、改修を行なっていた。経済学部（ビジネススクール）は、エーリヒ＝ヴィンケルに引き続き存続している。
フレゼニウス単科大学は、1995年にヴィースバーデンからイトシュタインに移転した。Dr.ホルスト＝シュミット＝クリニークは、ヨハネス・グーテンベルク大学マインツの学術研修病院となっている市立病院である。
ヴィースバーデンには州立から私立まで合わせて 100校以上の学校が存在する。基礎課程学校 40校の他、職業教育学校 23校、ギムナジウム 12校、実家学校 7校、本課程学校 7校、特別学校 9校、総合学校 5校がある。
特殊なのは、ヘッセンコレーク・ヴィースバーデンで、一般の大学入学資格（アビトゥーア）取得の成人教育を行なっている。
成人教育としてはさらに、ヴィースバーデン市民大学の履修コースや、ヴィースバーデン、ラインガウ、ウンタータウヌスに学舎を有し、ロンカリ＝ハウスに本部を置くカトリックの成人教育課程がある。

### サービス業
ライン=マイン地方の一部であるウィースバーデンは、最前線のサービス業都市である。州都であることから行政職員の比率も高い。その他、CSCドイチュラント、フェラーリ・ドイチュラント（シールシュタイン）やノルヴェジアン・クルーズ・ライン（エルベンハイム）といった有名企業がこの街にある。

#### 金融業
ヴィースバーデンでは、金融業、特に保険業が伝統的に重要な経済分野である。全被雇用者の約 10 % がこの分野に従事している。民間金融機関の他に、多くの貯蓄銀行や協同組合の中央機関がヴィースバーデンに本部を置いている。
この街は、MDAXに採用されているクレジット会社である不動産金融アーレアル・バンクや、ビュルクシャフツバンク・ヘッセン（直訳すると「ヘッセン保証銀行」）の本部所在地である。また、イカノ・バンクのドイツ本社もある。市内には、WIバンク（直訳すると「経済・社会資本銀行」）もある。アクサグループに属すDBVヴィンタートゥーア保険会社やヴィエンナ・イシュアランスグループに属すインターリスク保険会社の本社もある。さらに多くのツーザッツフェアゾルグングスカッセン（直訳すると「扶養補助貯蓄銀行」）がある。
ナッサウ貯蓄銀行 (Naspa) は、1840年の創業で、従業員数 2,000人を超える、ドイツで最も伝統があり、最も大きな貯蓄銀行の1つに数えられる。ナッサウ火災保険1767とヘッセン＝ナッサウ保険会社とを起源とする SV貯蓄銀行・保険会社のヴィースバーデン支店は、従業員 800人を擁しており、シュトゥットガルトにある本店に次ぐ 2番目の規模の店舗である。この他に貯蓄銀行・金融グループ S ブローカーののオンラインブローカーもこの街にある。
この街には、従業員数 500人以上のヴィースバーデン国民銀行がある。これよりも大きな雇用主が 従業員数約 3,900人の R+V 保険である。この会社はヴィースバーデンのクレックの高層ビルに本社を構えていたが、2008年にジョン・F. ケネディー通り（2011年からライフアイゼン広場と改名）に1,300人が働く新しいオフィスビルの礎石を据えた。その完成後、従業員は2010年にクレックから移動した。さらにドイチャー・ゲノッセンシャフツ出版社もこの街にある。

#### 公益団体
ヴィースバーデンでは、インネーレ・ミッション・フランクフルト福音主義協会 (EVIM) が活動しており、カリタスも老人のための入院看護・介護施設を多数運営している。ヨハネス会は、青年支援センターを運営している。病院を開設しているドイツ赤十字社の他に、救急施設で活動するアルバイター＝ザマリター＝ブント（直訳すると「労働者サマリア会連盟」）がある。ドイツ人命救助協会はライン川の岸辺にステーションを有している。この協会はヴィースバーデンのフードバンクを運営している。救世軍はホームレスのための男性宿舎を運営している。

#### 組織
ヴィースバーデンはさらに、数多くの組織の本部所在地である。たとえば、納税者連合のカール・ブロイアー研究所、ドイツ語話者協会、シューファなどである。州議会に議席を持つ CDU、SPD、FDP、同盟90/緑の党といった政党はヴィースバーデンに州本部を置いている。

### 加工業

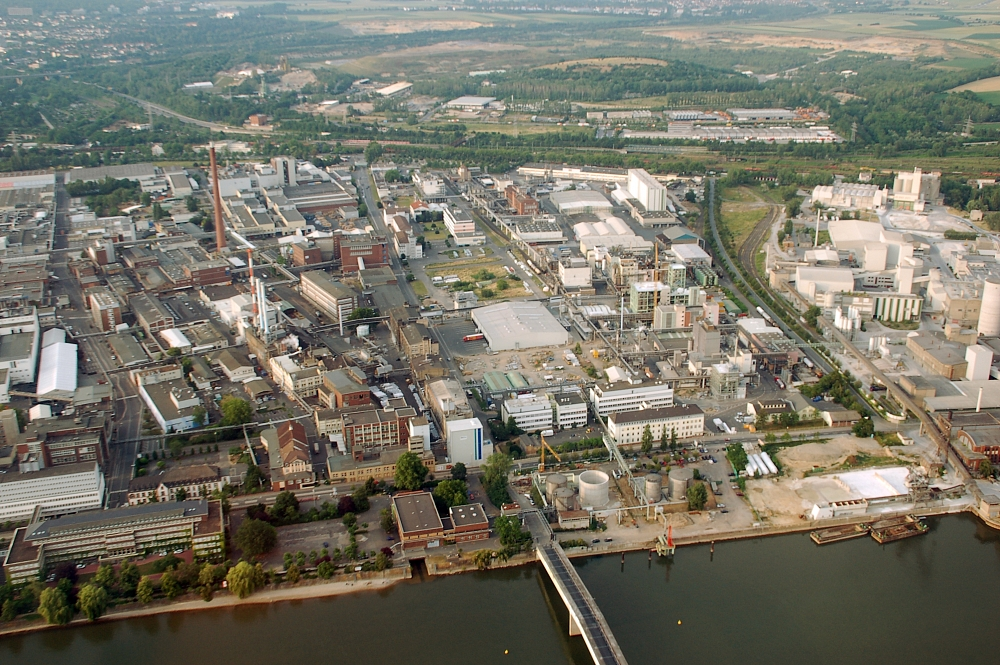
カレ＝アルベルト工業パーク

加工業の比率は、ここ数十年にわたって徐々に減少し続け、ヴィースバーデンの経済の1/3以下となった。アボット・ウント・アブヴィー（デルケンハイム）、キオン・グループ（マインツ=コストハイム）、フェデラル・モーグル（シールシュタイン）などである。スウェーデンの SCAコンツェルンは、1885年にフーベルト・アントン・ディッシュによってホルツ＝ツェルローゼ＝ファブリークとして設立され後にツェルシュトフ・ヴァルトホーフと改名した会社（商標名: Zewa）を引き継ぎ、そのマインツ=コストハイムの敷地で衛生用紙製品を製造している。エルベンハイムおよびノルデンシュタットは、空港で使用されるレントゲン検査システムの国際的リーディングカンパニーであるスミス・ハイマンGmbH の所在地である。ビルフィンガー・コンツェルンの子会社であるビルフィンガー・コンストラクションGmbH はヴィースバーデンに本社を置いている。また、ヴィースバーデンはこのコンツェルンの前身となった企業ユリウス・ベルガー・ティーフバウAGの所在地でもあった。
ライン川沿いの伝統的な工業用地で、隣に採石場を有するディッカーホフ産業用地は徐々に塵芥集積場となっていった（マインツ＝アメーネブルク）。また、インフラサーヴ・ヴィースバーデンが運営する広さ約 1 km2 のカレ＝アルベルト工業パーク（ビープリヒおよびマインツ＝アメーネブルク）には、カレグループの主工場の他に、SEチローゼ・ドイチュラントをはじめ 80社の企業がある。この工業パークから遠くない場所に SGLカーボンの本社がある。この会社はグラファイト製造をリードしている会社である。

### 農業、ワイン、発泡ワイン
本市最大の農業企業は、エルベンハイム近郊のマチルドスハウゼン農場である。

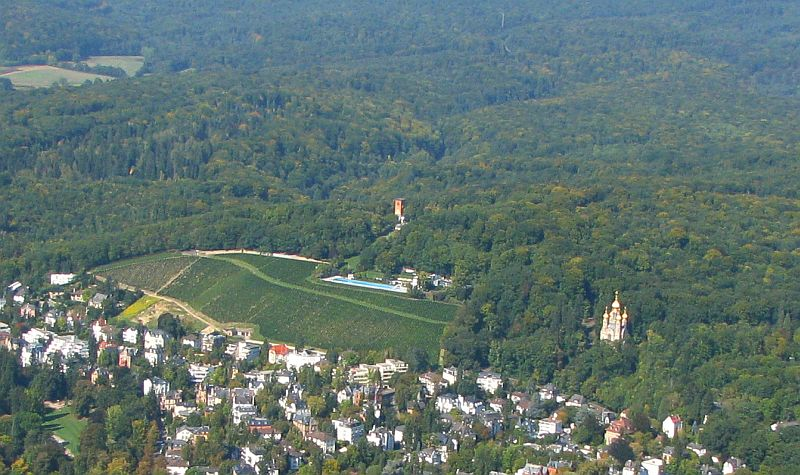
ネロベルクのブドウ園

市内のラインガウ地域は、ヘッセン州最大のブドウの産地である。その中心は市西部に位置するが、市の東部でもラインガウのブドウ栽培が行われている。フラウエンシュタイン (75 ha)、ドッツハイム (10 ha)、シールシュタイン (60 ha)、コストハイム (73 ha)、および内市街に属す単独農場のネロベルク (4 ha) の合わせて約 222 ha でブドウが栽培されている。
フラウエンシュタイン市区では、ヘルンベルク、ホムベルク、マーシャルといったブドウ園がラインガウと直接接している。ドッツハイムのブドウはユーデンキルヒ農園 (Judenkirch) で栽培されている（ワインのボトルにはしばしばユーデンキルシュ (Judenkirsch) と表示される）。シールシュタインではダハスベルクやヘレで栽培されている。コストハイムには、ザンクト・キリアンスベルク、シュタイク、ヴァイス・エルトといった農園がある。これらのブドウ園は中規模のワイン生産者が経営している。ヴィースバーデン市が経営するネロベルクは、2005年以降はヘッセン州立ワイナリーのクロスター・エーバーバッハに貸与されている。
ラインガウのワイン週間には、旧市庁舎前の城館広場やデルンシェ・ゲレンデで数日間にわたって、主宰者が演出するイベント「世界最大のワインカウンター」が開催される。ここには、ラインガウのすべてのワイン産地からワイン製造者がワインや発泡ワインを出店している。
ドイツの有名な発泡ワイン製造業者ヘンケル＆ゼクトケレライ KG は本社と醸造所をヴィースバーデンにおいている。
ヴィースバーデンの文化生活や、特に食生活は、他のドイツの大都市以上に強くワインや発泡ワインと結びついている。

### 公共機関
ヴィースバーデンは、1945年からヘッセン州の州都であり、ヘッセン州会計検査院を除くすべての州政府機関がある。ヘッセン州議会、州首相や8人の大臣の執務スペースを含むヘッセン州庁舎に入居している州政府はその一部である。さらに州の憲法裁判所にあたるヘッセン州国事裁判所やヘッセン州情報機密保持局もこの街に本部を置いている。

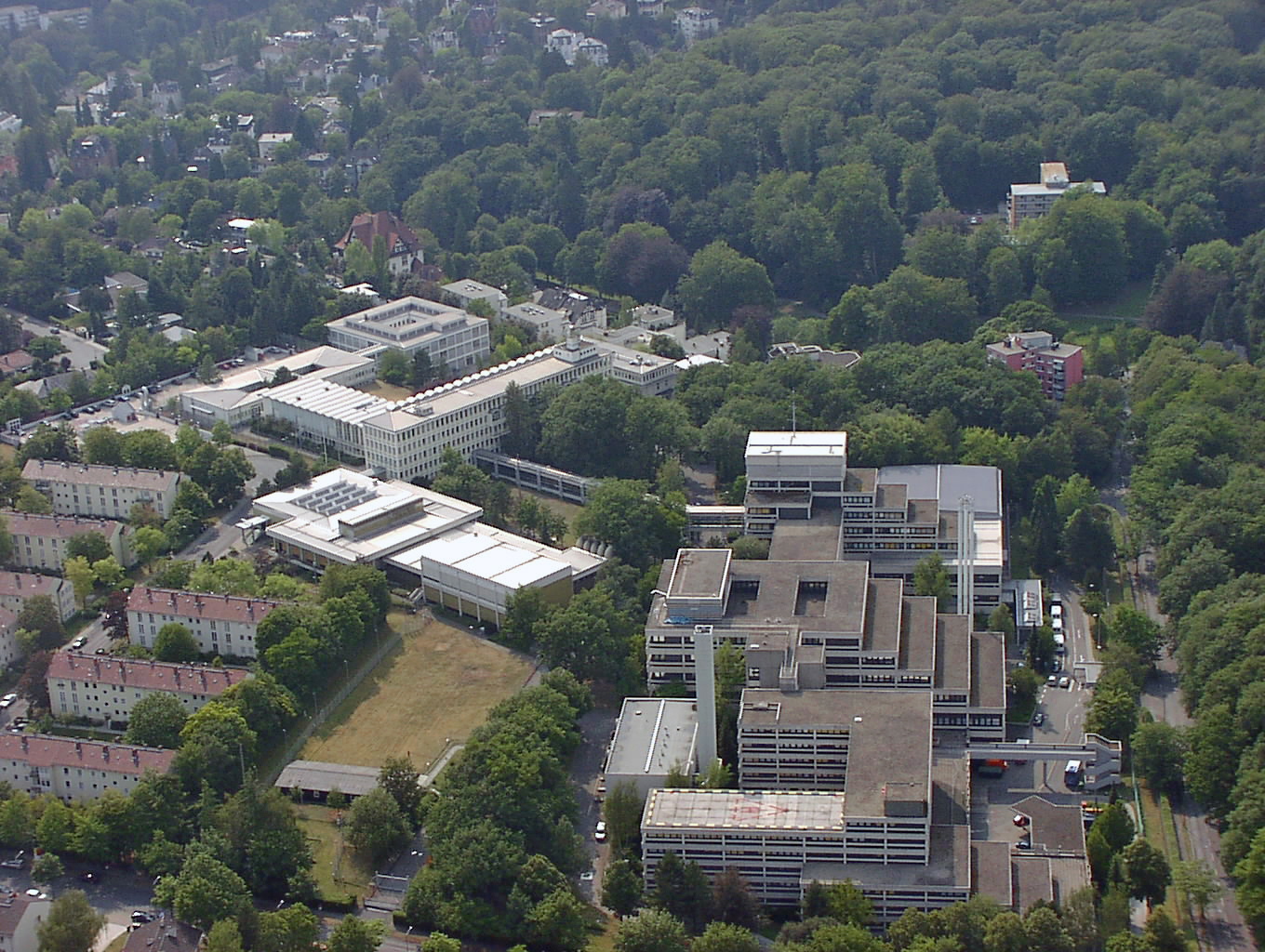
連邦刑事局庁舎

ヴィースバーデンは多くの連邦機関の所在地でもある。連邦刑事局 (BKA) は1951年にヴィースバーデンに移転した最初の連邦機関である。1956年にはヴィースバーデン中央駅の近くに連邦統計局 (Destatis) の高層ビルが完成した。2003年、連邦刑事局のベルリンへの移転計画に関して政治家と住民運動との間で対立が生じた。この計画は2013年現在実行されていない。ドイツ連邦軍設立後、ヴィースバーデンは西部方面司令部の支所の所在地となった。
ヘッセン州警察本部、ヘッセン州刑事部、西ヘッセン警察本部、ヘッセン警察アカデミー（2009年12月まではヘッセン警察学校と称した）、技術・流通・政治警察本部、ヘッセン機動警察本部、ヘッセン州護憲局、ヘッセン社会福祉局、ヘッセン州統計局、ヘッセン州土地管理・地質情報局、ヘッセン・モビール（道路・交通管理局）本部、ヘッセン州文書館中央文書館、ヘッセン州文化財保護局、ヘッセン州環境・地質学局、ダルムシュタット行政管区本部分室がある。

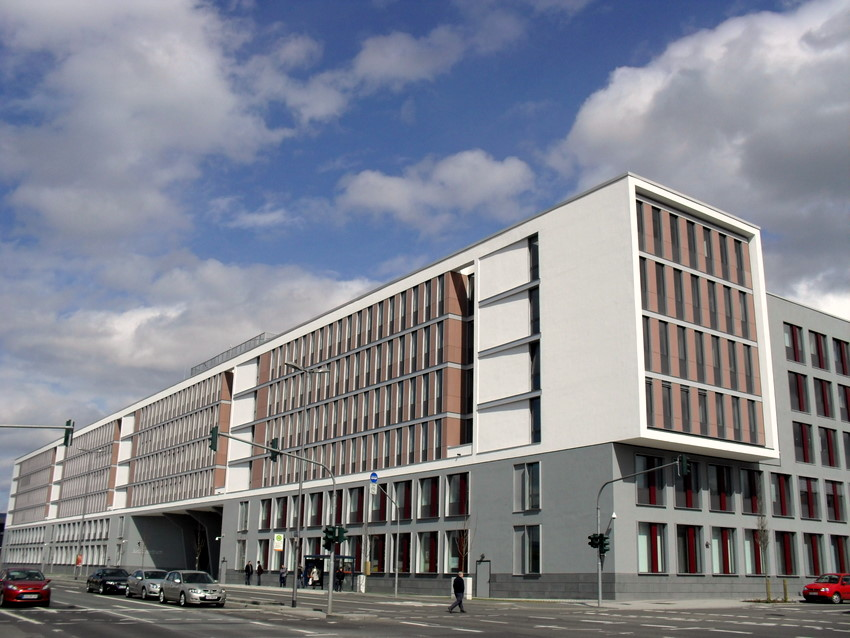
ヴィースバーデン司法センター

司法分野では、ヴィースバーデンには、区裁判所、地方裁判所、検察庁、行政裁判所、労働裁判所、社会裁判所や、共同で利用される司法センターがある。ホルツ通りには少年刑務所がある。
2つの地方自治体連合、すなわちヘッセン州都市会議とヘッセン州郡会議が、ヴィースバーデンに本部を置いている。
職業別自主運営団体としては、ヘッセン・エンジニア協会、ヘッセン建築家・都市プランナー協会、東はマイン＝キンツィヒ郡から西はラインガウ＝タウヌス郡までを対象とするヴィースバーデン手工業者協会やヴィースバーデン、ホーホハイム・アム・マイン、ラインガウ＝タウヌス郡を対象とするヴィースバーデン商工会がある。

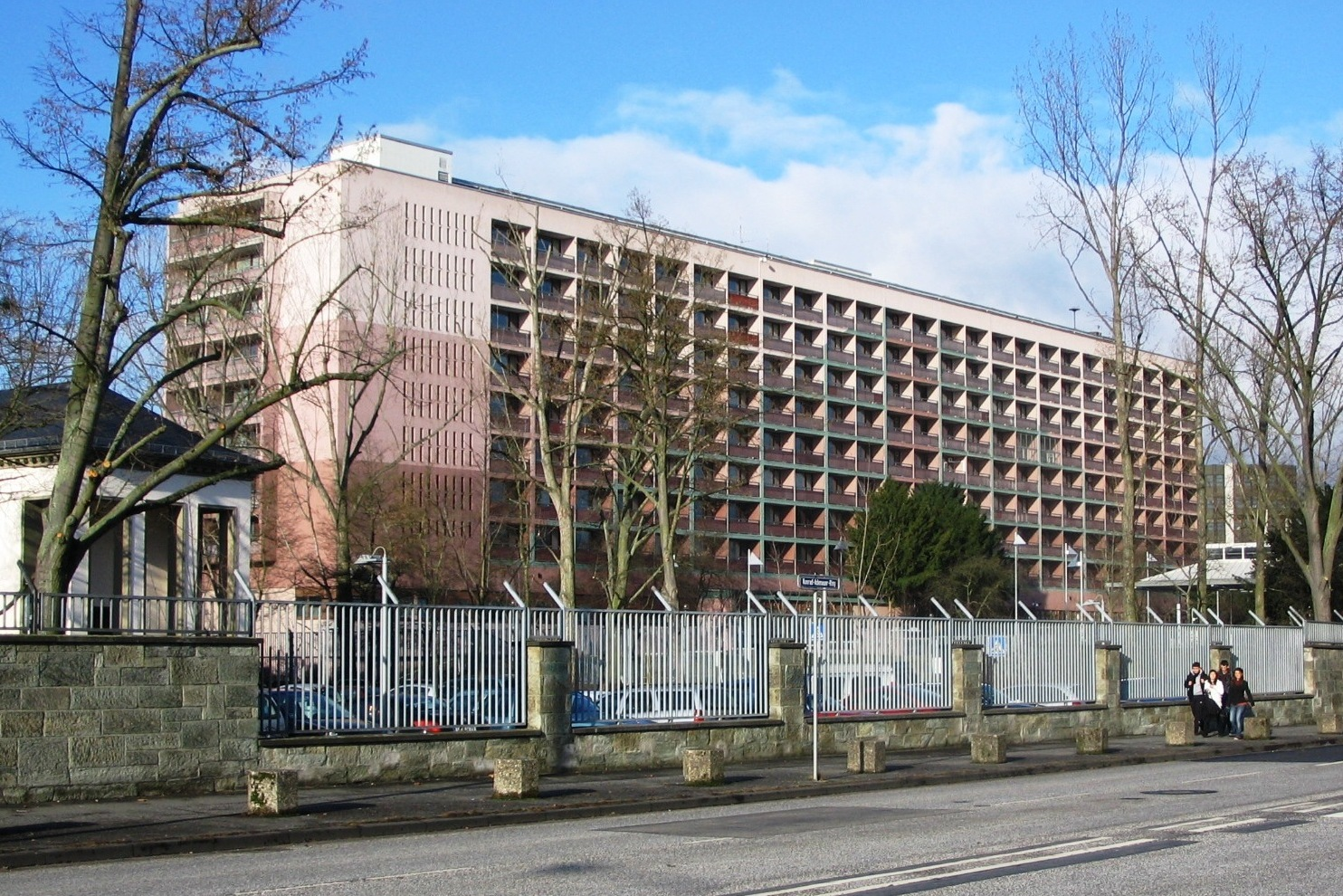
アメリア・エールハルト・コンプレックス

### アメリカ合衆国軍
中心部に近い市区の多くの場所がアメリカ合衆国軍に使用されている、あるいは使用されていた。エルベンハイム軍用飛行場には第57陸軍飛行連隊と第66情報旅団がある。この飛行場の他に、アメリア・エールハルト・コンプレックスに軍事施設がある。ここにはアメリカ陸軍欧州工兵軍がある。さらにマイツ＝カステル貯蔵ステーションやアメリカン軍司令部タワーが市内にある。
2004年5月に AFN センターがフランクフルト・アム・マインからマンハイムのコールマン兵舎に移転した後、ヴィースバーデンとその周辺地域に駐留している兵士に番組やニュースを提供するための地域スタジオ（AFN-ヘッセン）が飛行場内に設けられた。
エルベンハイム軍用飛行場に勤務するアメリカ軍人の居住地域として、その北東にハウジングス・アウカム、クレストヴュー、ハイナーバーグ・ヴィレッジが設けられている。
米軍は、ヴィースバーデンのキャンプ・リンゼイ、ドッツハイムのキャンプ・ピエリ、中心市区南西の米軍病院から 1993年に撤退した。これらの旧兵舎を将来的に民間利用に転用するために都市計画の変更がなされた。キャンプ・リンゼイでは、米軍撤退後、連邦刑事局、市民大学、多くの市の機関や産業用地、数多くの近代的な戸建て住宅が建設された。現在のオイローパ・フィーアテルにあたる。かつてのキャンプ・ピエリの敷地には専門単科大学の学生宿舎がある。旧米軍病院は警察、検察、護憲といった治安に関わる役所の合同庁舎に転用されている。
アメリカ合衆国政府は、ヨーロッパの変革に伴い、2004/05年に米軍兵力の再編成を行う予定があると発表した。その後の計画の進行に伴って米軍欧州司令部をハイデルベルクからヴィースバーデンに移転させる予定であることが明らかになった。軍用飛行場の敷地が約 41 ha 拡張されることが決定した。ヴィースバーデン市は、これがアメリカ軍が使用する土地であることをすでに明らかにしている。この決定に基づき、2009年からこの軍事施設のインフラの近代化が始まった。2009年末に飛行場の南地区で新しい住宅地区の造営が開始された。2010年春には飛行場の観閲広場沿いに新しい指揮司令センターの建設が始まった。こうした改造によりヴィースバーデンに駐留する兵士の数は増加した。ヴィースバーデンの基地改造は 2012/13年まで続く。
ヴィースバーデンには米軍の新しい「統合情報センター」が設けられ、アメリカ国家安全保障局 (NSA) もこれを利用している。

## 文化と見所

### 見所
ヴィースバーデンには数多くの博物館、歴史的建造物、公園などの見所がある

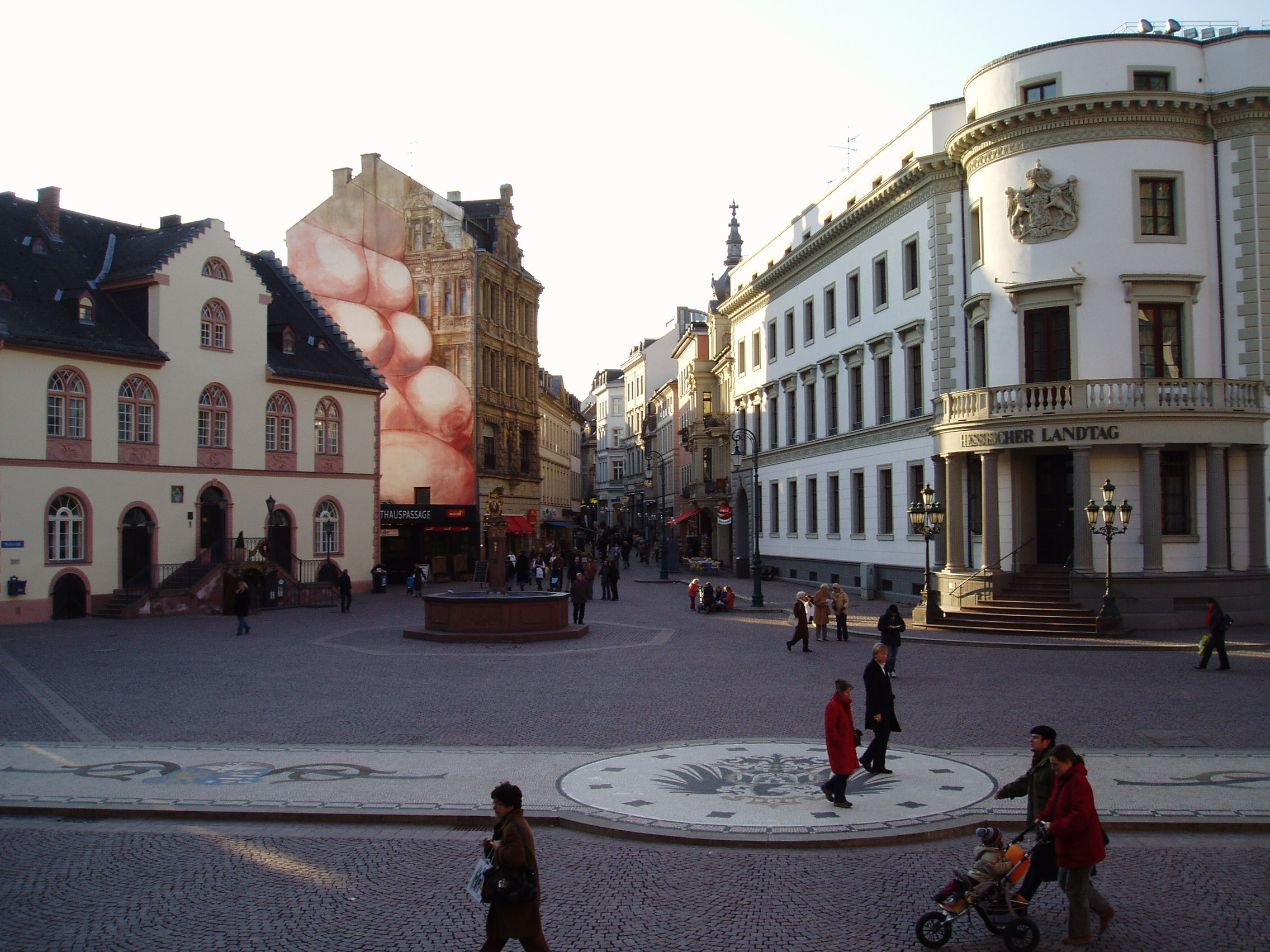
シュロスプラッツ（城館広場）。左が旧市庁舎、右が旧城館で現在は州議会が使用している。

#### シュロスプラッツ（城館広場）
「歴史的五角形」内の旧市街中心に中世ヴィースバーデンの出発点であり、歴史的建造物群のアンサンブルが見られるシュロスプラッツ（城館広場）がある。ここには中心市区に現存する最古の建物である旧市庁舎（現在は戸籍役場として利用されている）や、1884年から1887年にゲオルク・フォン・ハウベルリッサーによって建設された新市庁舎がある。
この公園の北側を1837年から1842年に建設されたナッサウ公の都市城館が占めている。現存するその内部は簡素な外観とは対照的である。ヴィースバーデンが国際的な温泉都市であった時代、皇帝ヴィルヘルム2世は、頻繁にヴィースバーデンを訪れ、この城館に逗留した。現在ここにはヘッセン州議会が入っている。
5本の塔を持つマルクト教会は1853年から1862年にカール・ボースによって建立された。高さ 98 m の主塔は、現在も市内で最も高い建造物である。この教会は「ナッサウ領邦聖堂」として、ベルリンにあるシンケルのフリードリヒヴェウデルシャー教会をモデルとして、ナッサウ最大のレンガ建築として建設された。
城館広場の東に、1898年から1901年にフェリックス・ゲンツマーが建設した高等女学校があった。この建物は、第二次世界大戦中に新市庁舎の切妻と同様に破壊された。新市庁舎とマルクト教会の南にマルクト柱をいただく旧いマルクトケラーがある。水曜日と土曜日にヴィースバーデンの週の市が開催されるデルンシェ・ゲレンデがその前に新しく設けられた。この他、デルンシェ・ゲレンデは野外イベントやサーカスの興行にも利用されている。
- ヴィースバーデン旧市庁舎
- 都市城館内、ゲルバー・サロン
- デルンシェ・ゲレンデ、正面奥は新市庁舎、右はマルクト教会

#### ヴィルヘルム通りとクレック

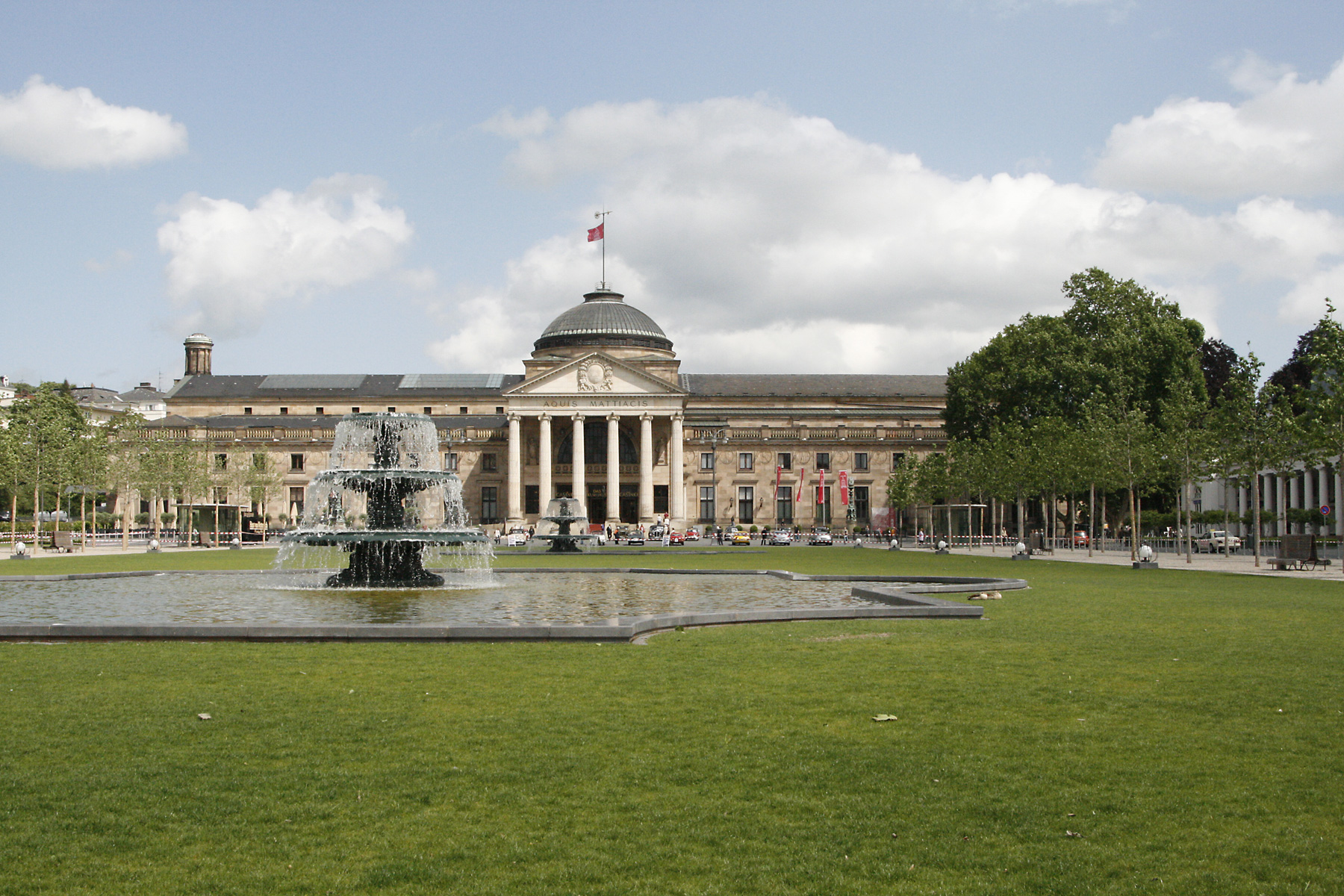
ボウリング・グリーンとクアハウス

「歴史的五角形」の東辺にあたるのが洗練されたヴィルヘルム通りである。高級ショップやカフェの他、州立美術・博物館、新規な現代芸術に特化したナッサウ芸術協会、1813年から1817年に建設された皇太子宮殿（現在は商工会議所）やクレメンティーネ邸がある。クレメンティーネ邸は、1888年のヴィースバーデン皇太子誘拐事件の現場であり、またトーマス・マンの『ブッデンブローク家の人々』が映画化された際のロケで使用された館でもある。毎年6月初めに開催されるヴィルヘルム通り祭（公式には「テアトリウム」）はドイツ最大のストリートフェストである。
ヴィルヘルム通りの東側に景観公園ヴァルマー・ダムが1860年に造園された。この公園の東辺をなすパウリーネン通り沿いにゼーンライン邸がある。この建物は、そのモデルになったワシントンD.C.の建物にちなんで「ホワイト・ハウス」と呼ばれる。
ヴィルヘルム通りの北端にいわゆるクレックがある。その中心が長方形の緑地「ボウリング・グリーン」である。ここには2つの重要な滝状の泉があり、その1つは馬蹄形の建築群によって囲まれている。この緑地の東側では、1905年から1907年にフリードリヒ・フォン・ティールシュによって建設されたクアハウスが目を惹く。この中にはカジノが入っている。クアハウスの裏手には、約 6.5 ha のイギリス式庭園をモデルにしたクアパークが広がる。ボウリング・グリーンの北には長さ 129 m のヨーロッパ最長の列柱ホールであるクアハウス列柱廊がある。その向かい側には、1894年にオープンしたヘッセン州立劇場の劇場列柱廊がある。ヴィルヘルム通りを挟んでボウリング・グリーンの反対側には皇帝フリードリヒ3世の記念碑や高級ホテル「ナッサウアー・ホーフ」がある。
ボウリング・グリーンのすぐ近くにクランツ広場があり、それと隣接してコッホブルンネンがあるコッホブルンネン広場がある。コッホブルンネンは、67℃の湯を 1日あたり約 50万リットル湧出する、ヴィースバーデンで最も湯量の豊富な源泉である。広場の西端にある旧トリンクハレ（飲水場）は、現在はレストランとなっている。この広場周辺にヴィースバーデンの主要ホテルが集まっている。1486年にはすでに営業していたドイツで最も古いホテルである「シュヴァルツァー・ボック」（旧パラストホテル）や2004年9月以降ヘッセン州内閣官房が利用している旧「ホテル・ローゼ」がここにある。
- ヴィルヘルム通り
- ナッサウ芸術協会
- 皇太子宮殿
- クレメンティーネ邸
- ヴァルマー・ダム公園
- ゼーンライン邸
- クアパークとクアハウス
- クアハウス列柱廊
- ヘッセン州立劇場ヴィースバーデン
- ホテル「シュヴァルツァー・ボック」
- 内閣官房がある旧ホテル・ローゼ

#### その他の内市街

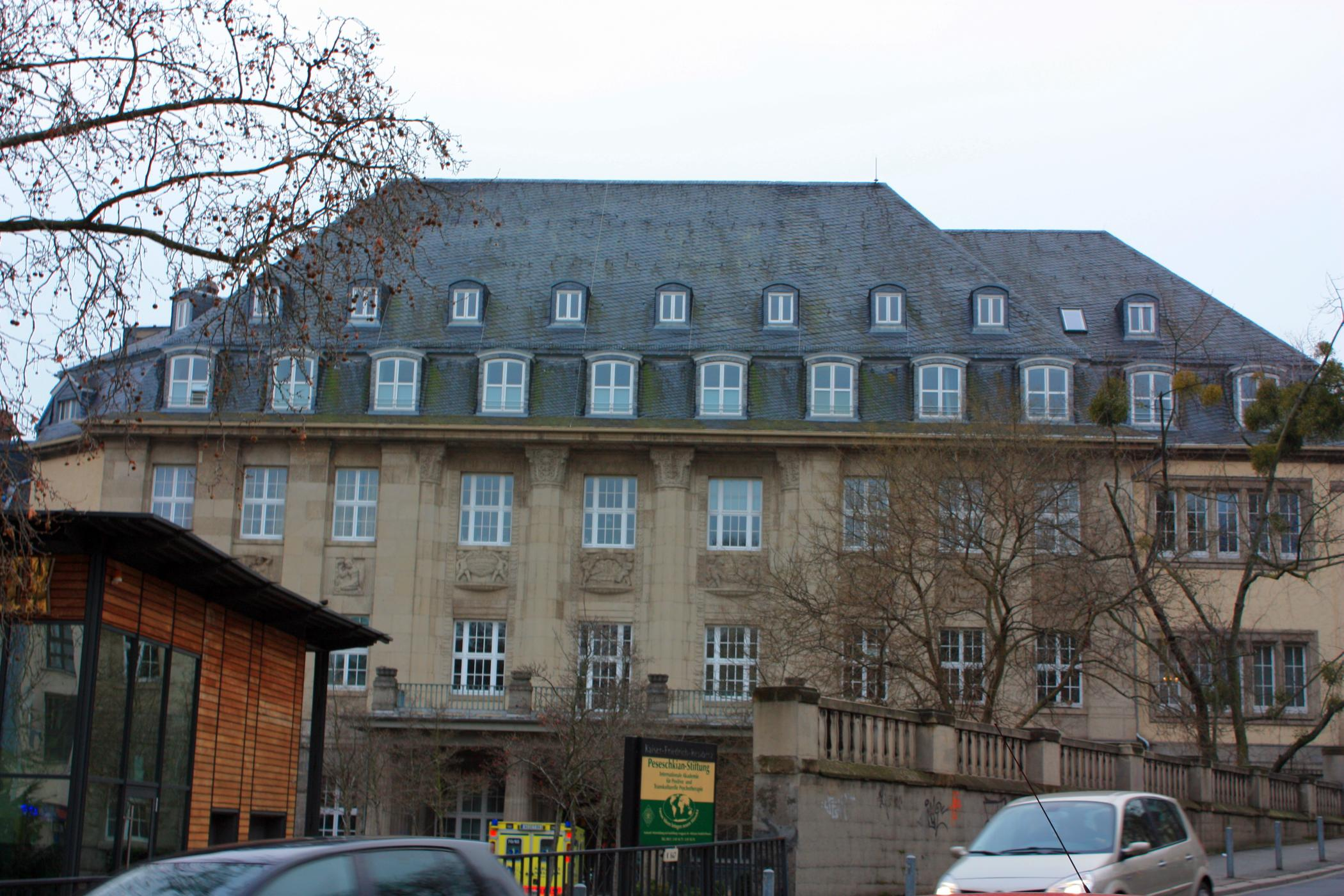
カイザー＝フリードリヒ浴場

クランツ広場から遠くない場所に1913年建造のローマ＝アイルランド式浴場カイザー＝フリードリヒ浴場がある。温泉源からここへお湯を引いている。また、ローマ時代の市壁跡であるレーマートーア（ローマ門）もある。
アドルフスアレーおよびその延長であるアドルフス通りは、南から古典主義様式のルイーゼン広場に至る。この広場には、1815年のワーテルローの戦いにおけるナッサウ人戦没者を記念したヴァルターロー＝オベリスクがある。この公園の視線軸は、カトリックのネオゴシック教会である聖ボニファティウス教会の高さ 68 m の2つの塔の先端にある。この塔は1844年から1849年に建造された。ルイーゼン広場は、1984年に地下駐車場が建設され、昔の姿をモデルに修復がなされた。この広場はまた、ヘッセン州文化省の所在地でもある。
ルイーゼン広場の南辺にあたるライン通りを西に向かうと、1892年から1894年にヨハネス・オッツェンによって建設されたリング教会に至る。この教会の建設には、画期的な「ヴィースバーデナー・プログラム」が初めて適用され、そのプロトタイプとなった。ライン通り沿いには 60万巻の蔵書と歴史的な閲覧室を有するヘッセン州立図書館、ヘッセン州学問・芸術省およびナッサウ貯蓄銀行本社がある。
バーンホーフ通り（駅前通り）は、城館広場の新市庁舎やマルクト教会とヴィースバーデン中央駅とを結んでいる。10路線のホームと高さ 40 m の時計塔を有するこのターミナル駅は、1904年から1906年にネオバロック様式で建設された。駅の周辺には、やはり1900年頃に建設され、樹木が豊富で印象的なファサードが見られるリング通りがある。リング通りとモーリッツ通りとの角には、現在ヘッセン州経済・交通・土地開発省が入っているランデスハウスがある。グーテンベルク広場にはルター教会がある。この教会はユーゲントシュティール様式で建てられており、やはりヴィースバーデナー・プログラムの規定に則って建設されている。
- ローマ門
- ルイーゼン広場。上方は聖ボニファティウス教会
- リング教会
- ヘッセン州立図書館
- ナッサウ貯蓄銀行本社
- ランデスハウス

#### 内市街以外

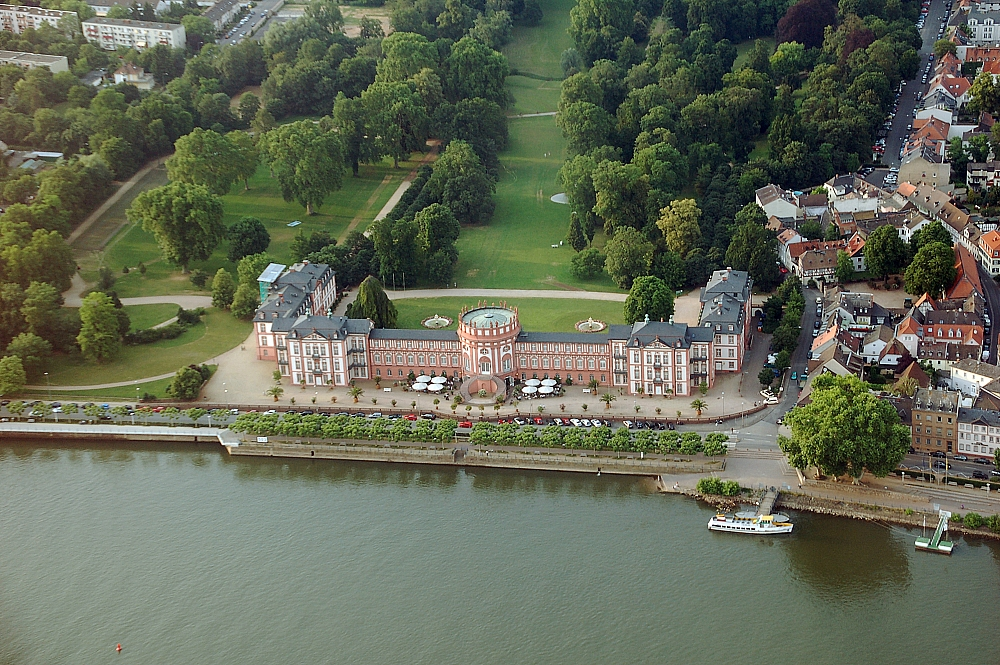
ビープリヒ城

内市街の北に位置するネロタールから1888年に敷設されたケーブルカー「ネロベルクバーン」を利用して、ヴィースバーデンの故郷の山である高さ 245 m のネロベルクに登ることができる。ここには市立ブドウ園の他に、金の丸屋根を戴くロシア正教会（地元では「グリーヒシェ・カペレ」（ギリシア人の礼拝堂）と呼ばれる）がある。列柱堂やプール「オペルバート」があるネロベルクからは、内市街越しにライン川までの美しい景観を望むことができる。
タウヌス高地のプラッテに位置する古典主義様式の狩りの城プラッテ城は、ヴィルヘルム公によって19世紀の初めに設けられた。この城は1945年に空爆によって破壊された。補修され、ガラス製の防水屋根が取り付けられたその遺構は、現在、祝祭のイベント会場として用いられている。
ゾンネンベルク市区のゾンネンベルク城は13世紀に建設され、やがて狭い谷の中にある岩山の上に拡張されていった。その塔からは、ゾンネンベルクの大部分が現存する市壁を見ることができる。
ヴィースバーデンの北東端にあるナウロートの村のバロック教会は、18世紀の初めに八角形のその中央部分が建設された。
マインツ＝カステル市区のローマ凱旋門博物館では「ゲルマニクスの凱旋門」の基礎を見ることができる。この凱旋門は紀元後19年に大ドルススの息子であるゲルマニクス将軍を記念して建造されたもので、高さ 20 m、幅 12 m の大きさがあった。カステルのライン川沿いには、1832年から1833年にかけてドイツ連邦の要塞レディイー (Reduit) が建設された。ここには地方史の様々な時代（特にローマ時代に重点）の展示品を収蔵したカステルム博物館が入っている。カステルの北部には、1497年にカステルの防衛施設の一部として建設された円塔「エルベンハイマー・ヴァルテ」（エルベンハイムの監視塔）がある。
ヴィースバーデンとビープリヒとの間にかつて存在した村モースバッハにちなんだモースバッヒャー・ザンデ（モースバッハの砂）は、約60万年前の氷期の生物の発見地である。発見地の一部は、マインツ＝アメーネブルク地区の閉鎖されたディッカーホフ採石場の敷地にかかっている。モースバッヒャー・レーヴェ（ヨーロッパホラアナライオン）は、ヨーロッパに棲息した最大のライオンであった。
バロック様式のビープリヒ城は、1700年から1750年にビープリヒのライン川の川岸に建設された。このナッサウ公の居城は、広さ 50 ha の城館公園の南端にある。城館公園はイギリス式の景観庭園で、池や人工的廃墟としてのモースブルクがある。ここでは毎年聖霊降臨祭に、伝統的なプフィングスト＝ライトトゥルニアー（聖霊降臨祭の馬術競技大会）が開催され、馬場馬術、障害飛越競技、曲芸乗りの競技が行われる。
レガッタコースのあるシールシュタイン港は、地中海風の美しい港の散策路となっている。毎年 7月に開催されるハーフェンフェスト（港祭）は花火大会が行われ、ドラゴンボート・レースが催される。港から遠くない、旧市街の狭い路地の中にバロック様式のクリストフォルス教会がある。
ナッサウ観光鉄道は、廃線になったヴィースバーデン東駅とディーツとの間のアールタール鉄道を利用して保存列車を運行している。その始発駅であるドッツハイム駅には鉄道博物館がある。この区間はヘッセン州の文化財に登録されており、保護文化財になっている。ヴィースバーデン東駅からアールベルゲン＝リュッカースハウゼン近郊の州境までの 40 営業キロは、ヘッセン州最長の記念建造物である。
フラウエンシュタインの中心部の岩山の上に 800年に建造された同名の城址があり、ベルクフリート（主塔）が遺されている。
ヴィースバーデン市北西端のタウヌス山地の森の中にあるファザネリー動植物園は、人気のハイキング目的地となっている。ここからは、展望塔のあるシュレファーコプフへの遊歩道も延びている。
- ネロベルクのロシア正教会
- プラッテ城の遺構
- ゾンネンベルク城
- ナウロートの教会
- マインツ＝カステルの凱旋門復元図
- マインツ＝カステルの要塞レディイー
- ビープリヒ城の人工廃墟「モースブルク」
- シールシュタインのクリストフォルス教会
- フラウエンシュタイン城のベルクフリート
- ファザネリー動植物園

### 劇場およびその他の催事場

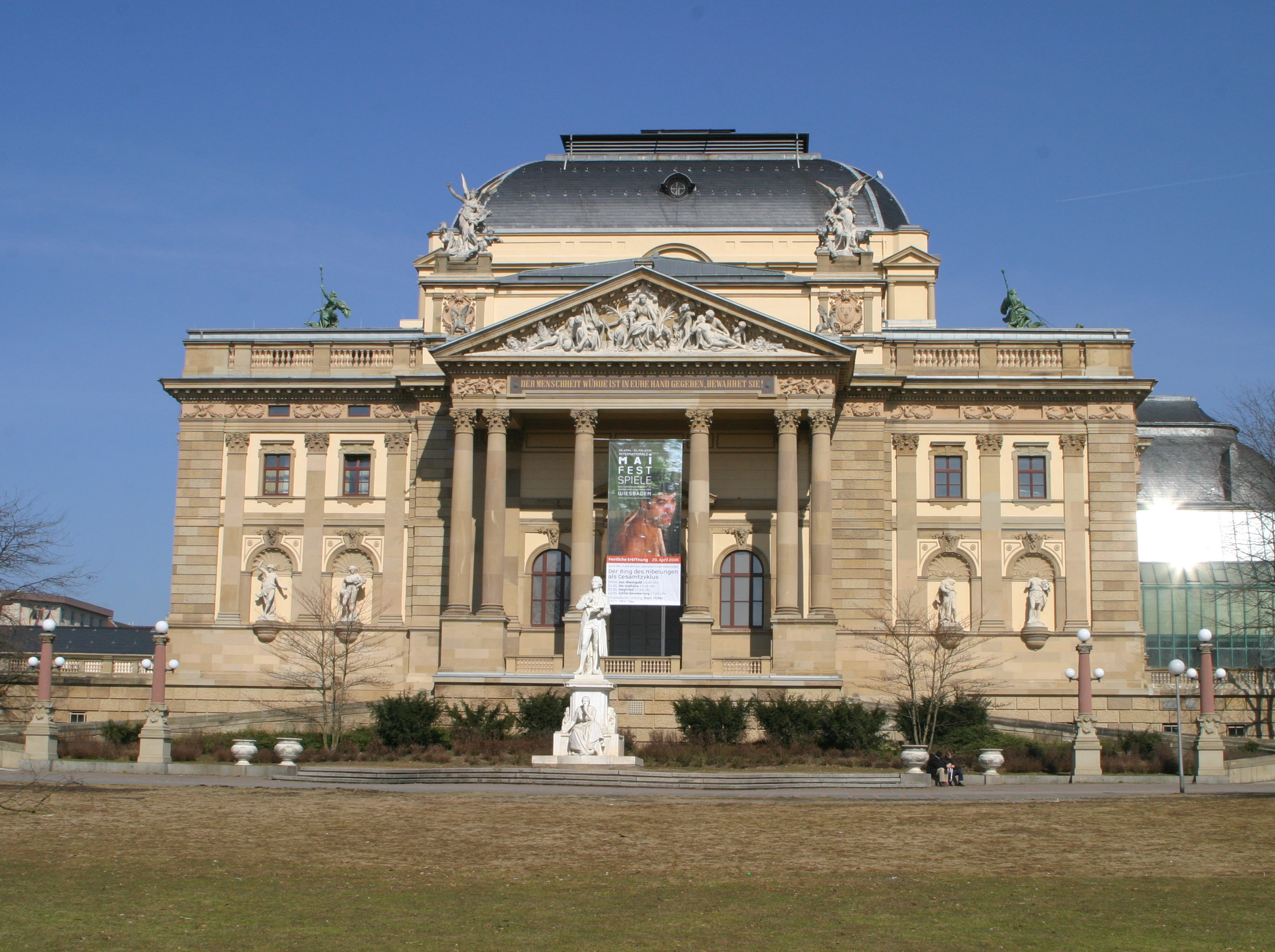
ヘッセン州立劇場ヴィースバーデン

1894年10月16日に皇帝ヴィルヘルム2世臨席の下で壮麗に開館した現在のヘッセン州立劇場は、本市の最も重要な劇場である。600人の従業員により、5つのステージであわせて年間20本の新演出が上演される。早くも1896年から毎年、国際五月音楽祭が開催されている。2004年には866公演に30万人以上が訪れた。これは大ホールでの上演が約 75 % を占めていることを示している。
ヴィルヘルム通りとライン通りとの角にあるライン＝マイン＝ハレンは1957年に開館し、近年大規模な近代化工事がなされた。このホールはしばしばメッセ（たとえば毎年開催される「HAFA」など）、コンサート、会議、その他のイベントの会場として利用されている。
カジノを有するクアハウスには、2つの祝祭ホールがある。このうちより大きな方のフリードリヒ・フォン・ティールシュ＝ザールは、様々な文化イベントに利用されている。
この他のイベント会場としては、パリザー・ホーフテアター、タッターザル、カンマーシュピーレ・ヴィースバーデン、タールハウス、シュラハトホーフ文化センターが有名である。
ヴィースバーデンにはドイツで最も古い舞踊学校の1つ、ビール舞踊学校がある。この学校は1897年に創設された学校で、ライン＝マイン地域では最も古い舞踊学校である。
- ライン＝マイン＝ハレン
- クアハウスのフリードリヒ・フォン・ティールシュ＝ザール
- パリザー・ホーフテアター
- タールハウス
- シュラハトホーフ文化センター

### 博物館

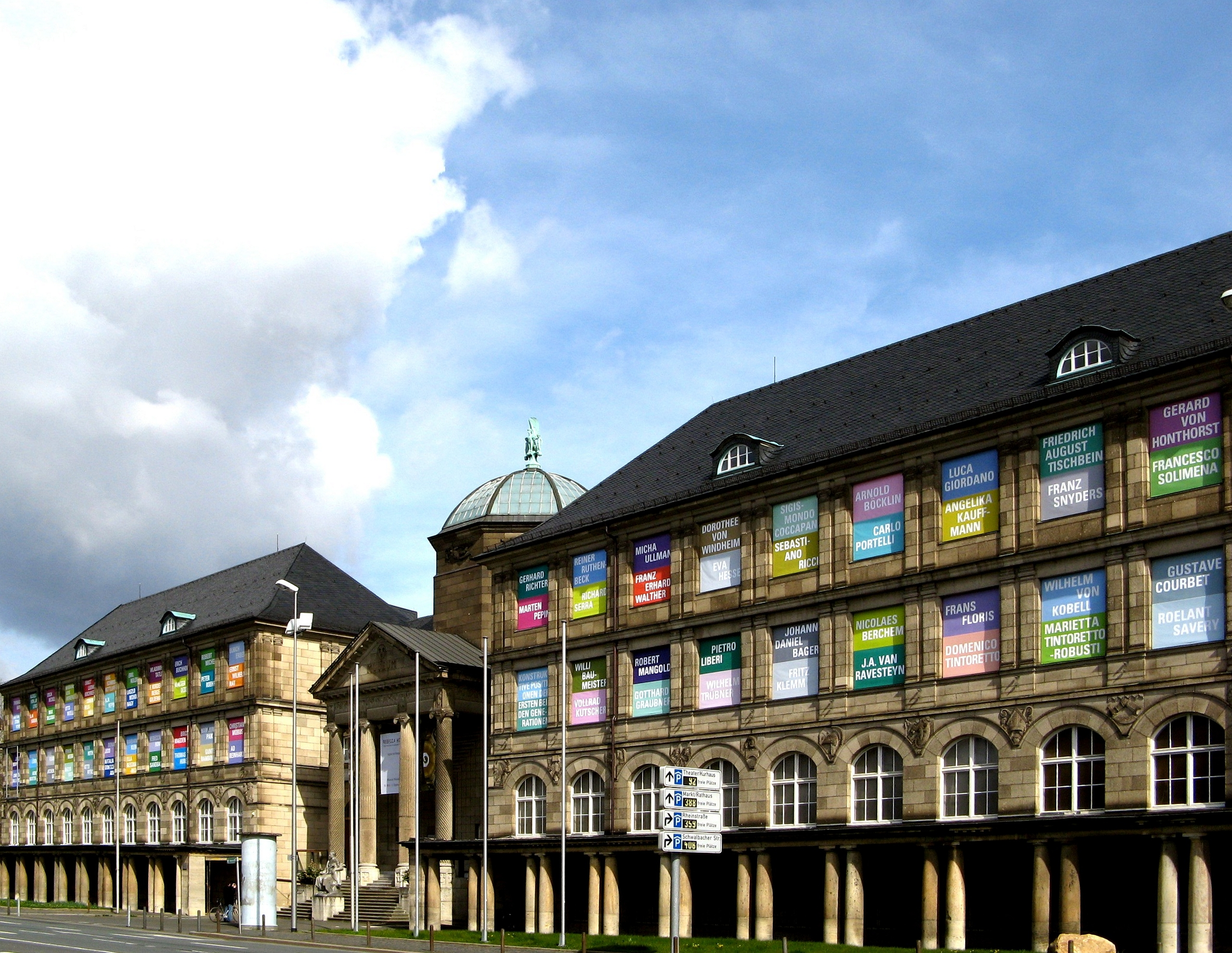
ヘッセン州立美術・博物館ヴィースバーデン

本市最大の美術館または博物館は、ヘッセン州立美術・博物館ヴィースバーデンである。ここには芸術作品コレクション、博物学コレクション、ナッサウの考古学コレクションが収蔵されている。考古学コレクションは、近い将来に計画されているヴィースバーデン市立博物館の基礎となる収蔵品である。この博物館の最も重要な作品は、ロシアの芸術家アレクセイ・フォン・ヤウレンスキーの大規模なコレクション、マリア・ジビーラ・メーリアンの最も古い作品の一つである鱗翅類の昆虫コレクション、マクシミリアン・ツー・ヴィート＝ノイヴィートの鳥類コレクションである。
また、フラウエンシュタイン城の「エアファールングスフェルト・デア・ジンネ」（直訳すると「知覚体験の場」）、市区で唯一の郷土博物館であるフラウエン博物館、ドイツ＝ユダヤ博物館（アクティーヴェス・ムゼウム・シュピーゲルガッセ）、ゾンネンベルク城博物館、ローマ時代の発掘現場であるレーマートーア（ローマ門）前の野外博物館がある。

### 図書館と文書館

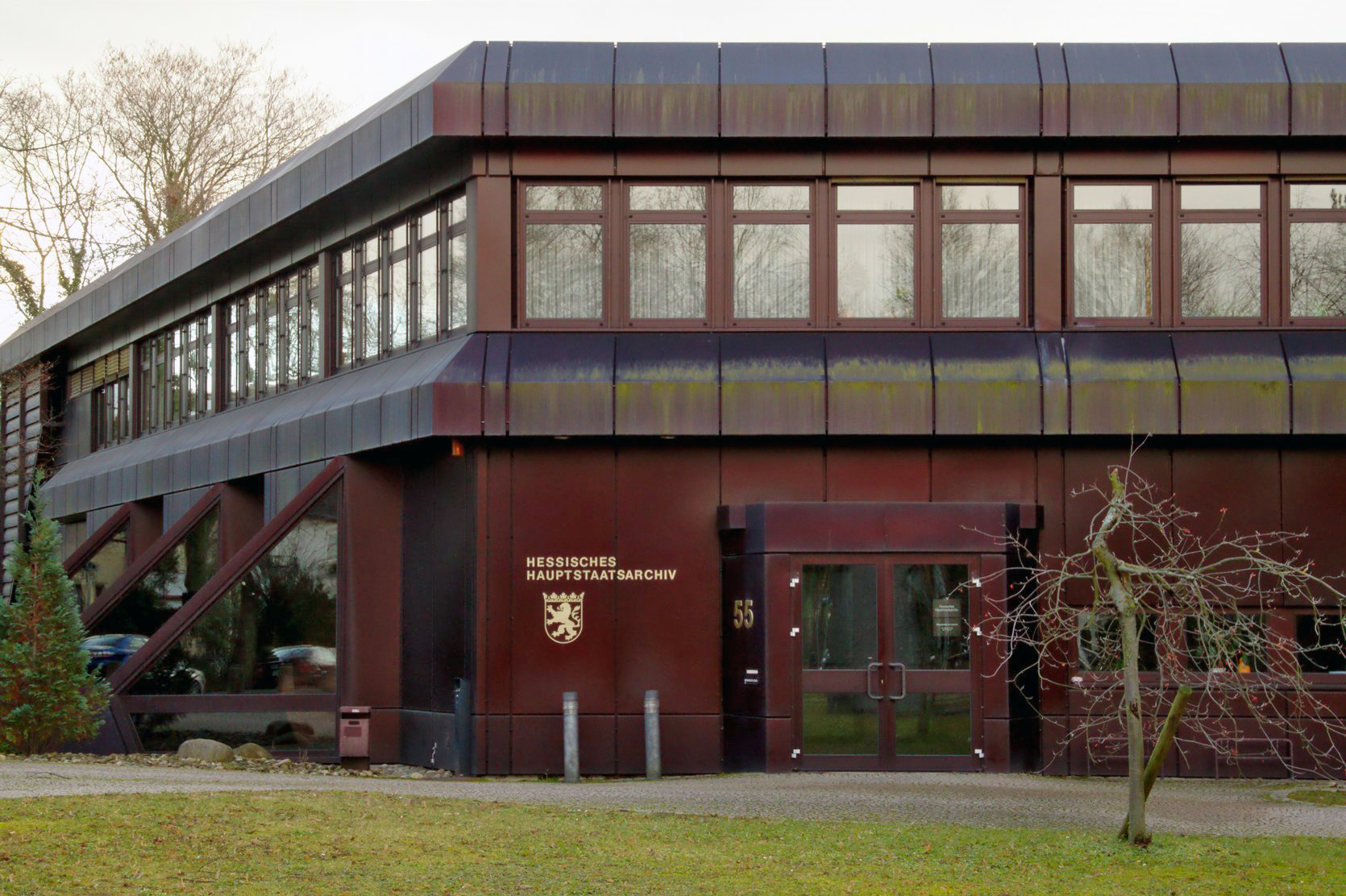
ヘッセン州中央文書館

この街には多くの大きな図書館がある。ドイツ最大の統計専門図書館である連邦統計局図書館、約82万点の蔵書を有する州立図書館、歴史的に重要な文書を収蔵するヘッセン州中央文書館、市立文書館、音楽図書館などがこれに含まれる。この他、ヴィースバーデンは中央市立図書館、8つの市区図書館と2台の移動図書館（図書館バス）を運営しており、合わせて約 16万点の図書や電子メディアを所蔵している。
ヴィルヘルム通り沿いのクレメンティーネ邸は文学館として利用されている。ここはヴィースバーデン・プレスクラブの本部が置かれており、朗読会やその他の文学イベントが開催されている。

### スポーツ
サッカーでは、一連のクラブが高いリーグでプレイしている、またはプレイしていた。その中でも、SV ヴェーエン・ヴィースバーデンは2007/08年シーズンに約 10 km 離れたタウヌスシュタインから移転して以降（当初は2. ブンデスリーガ、2009年からは3. リーガ）、新たに建設されたブリタ＝アレーナをホームグラウンドとしている。これに隣接してシュターディオン・アン・デア・ベルリナー・シュトラーセ（ヘルムート＝シェーン=シュポルトパルク）がある。ここではハイクラスのアマチュアサッカーリーグに属す SV ヴィースバーデンがホームゲームを行っている。FVgg. カステル 06は、1963/64年、1974/75年、1979年から1983年のシーズンに第3クラスのアマチュアサッカーリーグ、アマチュア＝オーバーリーガ・ヘッセンでプレイしていた。この他の重要なサッカークラブとしては SG ゲルマニア・ヴィースバーデン、FV ビープリヒ 02、SpVgg ナッサウ・ヴィースバーデンがある。
バレーボールクラブの 1. VC ヴィースバーデンの女子チームは現在ブンデスリーガに属しており、TuS アイントラハト・ヴィースバーデンの男子チームはバレーボール・レギオナルリーガでプレイしている。
柔道クラブ・ヴィースバーデン 1922 e.V. の男子チームは数十年前からブンデスリーガ1部に属している。
ヴィースバーデンにはアメリカンフットボールのチーム、ヴィースバーデン・ファントムスがあり、2010年10月2日以降はブンデスリーガ・ジュート（GFL ジュート）でプレイしている。
ハンドボールクラブのHSG VfR/アイントラハト・ヴィースバーデンの男子第1チームは現在、ドイツで4番目のリーグであるハンドボール＝オーバーリーガでプレイしている。HSGのホームゲームはエルゼサー広場のホールで開催されている。
この街でおそらく最も重要なスポーツイベントは、毎年ビープリヒの城館公園で開催される聖霊降臨祭の馬術競技大会である。
2007年から毎年8月に、クアハウス前をゴールとするコースのトライアスロン大会「アイアンマン 70.3 ジャーマニー」が開催されている。
射撃クラブ・ビープリヒ 1864 は、数人のオリンピック出場者や入賞者を輩出している。
ホーフハイム・アム・タウヌスのかつてのドイツ・ハンドボール・チャンピオンの SG ヴァラウは、2007年/08年シーズンにブンデスリーガ2. ジュートに昇格した後、エルゼサー広場のホールでホームゲームを開催している。
さらにネロベルクにはロープコース「クレッターヴァルト・ネロベルク」がある。ここには、初心者から上級者まで楽しめる3つの障害コースが設けられている。
ヴィースバーデンでは、アイスホッケーは屋外のヘンケル人工スケート場でプレイできる。EV ヴィースバーデン 1984 e.V. アイスタイガースはここでレギオナルリーガ・ヘッセンの試合を行っており、2009年/10年のシーズンにはカップ戦で優勝した。
ヴィースバーデンにある、2.ブンデスリーガに昇格した TC ブラウ＝オレンジ e.V. のラテングループは、ラテンダンスではヘッセン州で最も優れたダンスチームである。TC ブラウ＝オレンジ e.V. には車椅子ダンスの競技ダンスグループもある。2011年10月に第1回ヴィースバーデン国際車椅子ダンス競技大会（「シュロス・ビープリヒ・トロフィー」）がビープリヒ城で開催された。この大会は、ダンスクラブ・ブラウ＝オレンジ e.V. とドイツ車椅子スポーツ連盟 (DRS) の車椅子ダンス部門によって運営された。
ヴィースバーデナー・シャッハフェライン 1885 は、2012年にチェス・ブンデスリーガへの昇格を果たした。

### 年中行事
以下にヴィースバーデンの定期的行事の主なものを記す。

#### 春
ヴィースバーデンのイベントシーズンは、3月末から 4月初めに開催される中欧・東欧映画祭「ゴー・イースト」で開幕する。この映画祭は、ドイツ・フィルムインスティテュートによって 2001年に創設されたもので、東の近隣諸国の作品をドイツの観客に紹介するものである。主な上映場所は、祝祭映画館カリガリやクレメンティーネ邸である。
ヘッセン州立歌劇場は、5月に、国際五月音楽祭が開催される。この音楽祭は1896年に第1回が開催された。当時のこの音楽祭のモデルは、バイロイトのリヒャルト・ワーグナー音楽祭であった。同じ5月にはナウロート市区のエプフェルブリューテフェスト（リンゴの花祭）で、野外シーズンが始まる。この祭では、ハウプト通り沿いの農場で主にアップルワインを飲ませる伝統的なリンゴの花祭が行われている。これに多くの祭のテントや出店が出る。
スポーツ関係のハイライトが、聖霊降臨祭にビープリヒの城館広場で開催される国際馬場馬術・飛越競技大会である。この大会のために馬術競技の大物たちが定期的にこの街を訪れる。これと並行して、内市街のヘッセン州内閣官房に隣接するクランツ広場ではクランツ広場祭が開催される。

#### 夏
夏は大きなイベントで始まる。6月の第2週末にヴィルヘルム通りは「テアトリウム」の舞台となるのである。この祭は地元では単にヴィルヘルムシュトラーセフェスト（ヴィルヘルム通り祭）と呼ばれている。公式な名称「テアトリウム」(Theatrium) とは、「劇場」を意味する "Theater" とラテン語で「自由な」という意味の "atrium" とをつなぎ合わせた造語である。この祭はドイツ最大のストリートフェスティバルの1つであり、土曜日と日曜日には約 40万人が訪れる。料理の他に6つのステージで音楽演奏がなされる。ヴィルヘルム通り祭は1977年から行われている。
7月になるとシールシュタイン市区の堤防の径は、シールシュタイン港祭のドラゴンボートレースの観客席に変わる。7月から8月には、マインツ市と共同のツアー、スケートナイト（インラインスケートで市内を走るツアー）のコースの一部となる。
もう一つのハイライトが、8月に城館広場とデルンシェ・ゲレンデで行われるラインガウのワイン週間（地元では単に「ヴァインフェスト」（＝ワイン祭）と呼ぶ）である。「世界最長のワインカウンター」として、100店以上のスタンドがもっぱらラインガウ・ワインを販売している。8月末には中央駅に隣接したシュラハトホーフ文化センターで民謡フェスティバルが開催される。このフェスティバルは、フロイデンベルク城で開催されていた人気のイベント「フォルクローレ・イム・ガルテン」を引き継いだもので、音楽演奏や民芸手工芸品のマーケットが開かれる。

#### 秋
ヘッセン州立劇場ヴィースバーデンでは、9月の第1週末 14時からの劇場公演で新しいシーズンがスタートする。ステージ裏に無料で入ることができ、劇場の賑わいを体感することができる。
タウヌス通り祭は、9月の第1週末に開催される。この歴史的な通りやこれに面する建物は 2日間の祭の間魅力的な文化イベントに利用される。
9月中旬には、「ヴィースバーデンは踊る」というモットーの下、すべてのダンス愛好家が踊る喜びを数多くのダンス施設で見いだすことができる。ダンス公演の他、舞踊学校、ダンススタジオ、ダンスサークルやフリーのダンスグループが、生演奏のダンスパーティーや多彩なワークショップを開催している。それは児童バレエからサルサ、アルゼンチンタンゴやジャズダンスまで 60 以上に上る。
9月末の4日間、内市街の様々な場所でシュタットフェスト（市祭）が開催される。デルンシェ・ゲレンデでは無料の野外コンサートが開かれる。マウリティウス広場での秋市の他に、土曜日と日曜日にヴァルメン・ダムで開かれる収穫感謝祭も人気である。
11月には市内の映画館でエクスグラウンド映画祭が開催される。同じく11月には消費見本市 "HAFA" （= „Hessens aktuelle Familien-Ausstellung“、直訳すると「ヘッセンの流行の家族展示会」）がライン＝マイン＝ハレンで開催される。11月末には国際ジャズフェスティバル「ジャスト・ミュージック」が開催される。

#### 冬
10月の第4木曜日からビープリヒではアンドレアスマーケットの会場が造られる。このヴィースバーデンで最も古い世俗祭は、その起源を1350年にまで遡る。
「シュテルンシュヌッペンマルクト」（直訳すると「流星の市場」）と呼ばれるヴィースバーデンのクリスマスマーケットは、城館広場とデルンシェ・ゲレンデで開かれる。
大晦日には、クアハウス前のボウリング・グリーンで花火や音楽演奏を伴う大きな祝祭がある。

#### 謝肉祭（第5の季節）
謝肉祭の土曜日にはカステルおよびコストハイムでパレードが行われ、日曜日にはヴィースバーデン内市街で大規模なカーニバルのパレードが開催され、6桁の見物客がある。バラの月曜にはフラウエンシュタインでパレードが行われる。パレード以外にも一連のカーニバルイベントが開催される。

### その他

ヴィースバーデン・スウィング書体

小惑星 717 ヴィシバダは、ヴィースバーデンのラテン風の名称に基づいて名付けられた。命名者は、この街出身の天文学者フランツ・カイザーである。
この街にちなんだものとしては書体の「ヴィースバーデン・スウィング」がある、これはビープリヒのカリグラファー ローズマリー・クルース＝ラウによる筆記書体である。
ロシアの作家フョードル・ドストエフスキーは1865年のドイツ旅行でヴィースバーデンに滞在した際に旅行用金庫を博打で失った。この街は、その後1866年に発表した小説『賭博者』の舞台とした架空の街ルーレットブルクのモデルとなった。

## 人物

### 名誉市民
この街は、1892年以降 27人に名誉市民号を与えている。特に著名な人物としては、1912年から1944年まで市の音楽総監督を務めた指揮者カール・シューリヒト（1953年に授与）、同名の自動車メーカーの創業者であるヴィルヘルム・オペル（1993年に授与）、1951年から1969年までヘッセン州総理大臣を務めたゲオルク・アウグスト・ツィン（1966年に授与）、神学者で反ナチス運動家のマルティン・ニーメラー（1975年に授与）、化学者のヴィルヘルム・フレゼニウス（1985年に授与）らがいる。この他、かつての上級市長に対してもこの称号が与えられている。ゲオルク・クリュッケ（1955年授与）、ゲオルク・ブーフ（1968年授与）、ルーディ・シュミット（1995年授与）などである。

### 出身者

#### 19世紀以前
| - ヴィルヘルム・ハインリヒ・リール（1823年 - 1897年）ジャーナリスト、小説家、文化史家 - アドルフ・ヴァールムント（1827年 - 1913年）オリエント学者、作家 - ルートヴィヒ・クナウス（1829年 - 1910年）画家 - アドルフ・ゼール（1829年 - 1907年）画家 - ニコラウス・ヴィルヘルム・フォン・ナッサウ（1832年 - 1905年）ナッサウ公国公子 - ヴィルヘルム・ディルタイ（1833年 - 1911年）哲学者、心理学者、教育者 - ゾフィア・フォン・ナッサウ（1836年 - 1913年）スウェーデン＝ノルウェー王オスカル2世 (スウェーデン王)の王妃 - エミール・プファイファー（1846年 - 1921年）内科医、小児科医 - カール・ブルクマン（1849年 - 1919年）印欧語学者、言語学者 - ユリウス・ブーツ（1851年 - 1920年）ピアニスト、作曲家、指揮者 - カール・ホイン（1859年 - 1929年）数学者 - カール・ヘルクスハイマー（1861年 - 1942年）医師 - アウグスト・コンラーディー（1864年 - 1925年）中国学者 - ヒルダ・フォン・ナッサウ（1864年 - 1952年）バーデン大公フリードリヒ2世の大公妃 - オフリート・ニッポルト（1864年 - 1938年）法律家、平和運動家 - ハインリヒ・ルーベンス（1865年 - 1922年）物理学者 - リヒャルト・ヴュンシュ（1869年 - 1915年）古典主義哲学者、宗教学者 - ユリウス・ブレッツ（1870年 - 1953年）風景画家、リトグラフ作家 | - オットー・クレープス（1873年 - 1941年）企業家、美術品収集家 - パウロー・スコロパードシクィイ（1873年 - 1945年）ウクライナの政治家 - ルートヴィヒ・ホールヴァイン（1874年 - 1949年）ポスターデザイナー、グラフィックデザイナー、建築家、画家 - エルンスト・ショルツ（1874年 - 1959年）法律家、政治家 - ハンス・グリム（1875年 - 1959年）作家、出版者 - マチルデ・ルーデンドルフ（1877年 - 1966年）教師、医師、作家 - ルートヴィヒ・ベック（1880年 - 1944年）陸軍司令官、反ヒトラー運動家 - エルヴィン・フロイントリヒ（1885年 - 1964年）天文物理学者 - アレクサンダー・リュスト（1885年 - 1963年）社会学者、経済学者 - ハンス＝グスタフ・フェルバー（1889年 - 1962年）ドイツ軍司令官 - ヴァルター・ゲルラッハ（1889年 - 1979年）物理学者 - ギュンター・リュッチェンス（1889年 - 1941年）海軍中将 - フランツ・カイザー（1891年 - 1962年）天文学者 - ヘルムート・プレスナー（1892年 - 1985年）哲学者、社会学者 - ハンス・H・ツェルレット（1892年 - 1949年）脚本家、演出家 - グスタフ・フォン・ヴァーゲンハイム（1895年 - 1975年）俳優、演出家、脚本家 - テオドール・ハービヒト（1898年 - 1944年）ヴィッテンベルクおよびコブレンツの上級市長を歴任した。 |

#### 20世紀以後
| - ハンス・シュライフ（1902年 - 1945年）建築家、建築研究家、考古学者、親衛隊隊員 - ヴィルヘルム・シュトゥッカート（1902年 - 1953年）法律家、政治家 - アドルフ・シェーン（1906年 - 1987年）自転車競技選手 - シモーヌ・シニョレ（1921年 - 1985年）フランスの女優 - ルーディ・アルント（1927年 - 2004年）政治家 - ラインハルト・エーメ（1928年 - 2010年）アメリカの物理学者 - ディーター・ラムス（1932年 - ）インダストリアルデザイナー - インゲボルク・シェーナー（1935年 - ）女優 - ハンス・ツェンダー（1936年 - 2019年）指揮者、作曲家 - カリン・ドール（1938年 - ）女優 - フォルカー・シュレンドルフ（1939年 - ）映画監督、脚本家、映画プロデューサー - ルドルフ・G・ヴァーグナー（1941年 - ）中国学者 - ハンネローレ・レンシュ（1942年 - ）政治家 - ユルゲン・グラボウスキ（1944年 - ）サッカー選手 - ピエール・エーヴェン（1946年 - ）ルクセンブルクの法律家、作曲家、歴史家 - ビルーテ・ガルディカス（1946年 - ）動物学者、動物行動学者 - ゲルハルト・ベジーア（1947年 - ）福音主義神学者、歴史家、政治家 - ライナー・ザイフェルト（1947年 - ）ホッケー選手 | - エツァルト・エルンスト（1948年 - ）イギリスの代替治療の教授 - ラルフ・ライヒェンバッハ（1950年 - 1998年）陸上競技選手 - フランシスコ・ゴンザレス（1955年 - ）パラグアイのテニス選手 - ジョン・マッケンロー（1959年 - ）アメリカのテニス選手 - シュテファン・ブレッヒャー（1960年 - ）ホッケー選手 - ミヒャエル・シャハト（1964年 - ）劇作家、グラフィックデザイナー - イェルク・ヒックル（1965年 - ）チェスのチャンピオン - ロムアルト・カルマーカー（1965年 - ）演出家、脚本家 - カティア・フォン・ガルニアー（1966年 - ）演出家 - ミヒャエル・ケスラー（1967年 - ）俳優、コメディアン、作家 - スコット・D・デイヴィス（1973年 - ）ピアニスト、作曲家 - アンゲラ・マウラー（1975年 - ）女子水泳選手 - ヤン＝オラフ・インメル（1976年 - ）ハンドボール選手 - クリスティナ・シュレーダー（1977年 - ）政治家 - シャイ・ラブ（1978年 - ）ポルノモデル - マヌエル・シュライス（1979年 - ）音楽プロデューサー - ヘルゲ・ミーウ（1984年 - ）水泳選手 - ニコ・ロズベルグ（1985年 - ）レーシングドライバー |

### ゆかりの人物
- カール・レミギウス・フレゼニウス（1818年 - 1897年）化学者。1848年にフレゼニウス研究所を設立した。ヴィースバーデンで逝去。
- コンラート・ドゥーデン（1829年 - 1911年）哲学者。彼の著作は統一正書法の基礎となった。ヴィースバーデンで逝去。
- アレクセイ・フォン・ヤウレンスキー（1865年 - 1941年）画家。ヴィースバーデンで逝去。
- オットー・クレンペラー（1885年 - 1973年）指揮者。1924年から1927年までヴィースバーデン市の音楽総監督を務めた。
- カール・エルメンドルフ（1891年 - 1962年）指揮者。ヴィースバーデン州立劇場の指揮者を務めた。
- ヘルムート・シェーン（1915年 - 1996年）サッカー選手、指導者。ヴィースバーデンで逝去。
- エディ・コスタンティーヌ（1917年 - 1993年）アメリカの映画俳優。ヴィースバーデンで逝去。
- ノスラート・ペーゼシュキアン（1933年 - 2010年）神経学者、心理学者、心理療法士。ドイツ連邦功労十字勲章受勲者。ヴィースバーデンで逝去。
- ハイデマリー・ヴィーチョレック＝ツォイル（1942年 - ）1998年から2009年まで経済協力・開発相を務めた。
- ジェームズ・ピース (1963年 - ) スコットランドの作曲家。